# Aurès
 (janvier 2020).
L'Aurès (en berbère : ⴰⵡⵔⴰⵙ, Awras, en arabe : جبال الأوراس, djebel al-ʾAwrâs) est une région en partie montagneuse située dans le Nord-Est de l'Algérie, caractérisée à la fois par sa riche histoire, son relief en partie montagneux et par son peuplement traditionnel, le groupe berbère des Chaouis.

## Toponymie

### Origine du nomAurès
Remontant à l'Antiquité, le terme provient du berbère Awras (Aouras), qui signifie « fauve ». Ainsi, l'Adrar Awras se traduit littéralement par la « montagne fauve », peut-être en raison du nombre important de fauves vivant autrefois dans ces montagnes. Les Romains en tirèrent le nom latin Aurasius mons. Il y a encore un siècle, le terme trouvait sa justification dans la couleur jaune fauve du massif, et ce terme est relevé dans un lexique tiré d'un manuscrit arabo-berbère du Moyen Âge pour signifier « roux, fauve » . Avant l'époque romaine, la région avait fait partie du territoire de l'ancienne Numidie.

### « L'Aurès » ou « Les Aurès »?
Longtemps, les naturalistes (Buffon), les géographes et les ethnologues (Mathéa Gaudry, Germaine Tillion, Thérèse Rivière), ont écrit « l'Aurès » au singulier, suivant ainsi l'usage latin, berbère et arabe.
Le pluriel apparaît en français dans la deuxième moitié du XXe siècle ; cette forme est popularisée par les appelés français à travers leurs souvenirs de la guerre d'Algérie (Avoir vingt ans dans les Aurès, de René Vautier en 1972), par les médias et même par certains auteurs algériens (Le Vent des Aurès, de Mohammed Lakhdar-Hamina en 1966). Kateb Yacine a été un des premiers écrivains à l'utiliser.
Aujourd'hui, le singulier est préféré par les géographes et cartographes (« massif de l'Aurès » sur la carte Michelin no 743 « Algérie Tunisie »), alors que le pluriel est plutôt employé en littérature.

### « Aurésien » ou « Aurassien »?
Le nom ou adjectif dérivé correspondant à Aurès est soit « aurésien », soit « aurassien ».

## Géographie

### Délimitation de l'Aurès

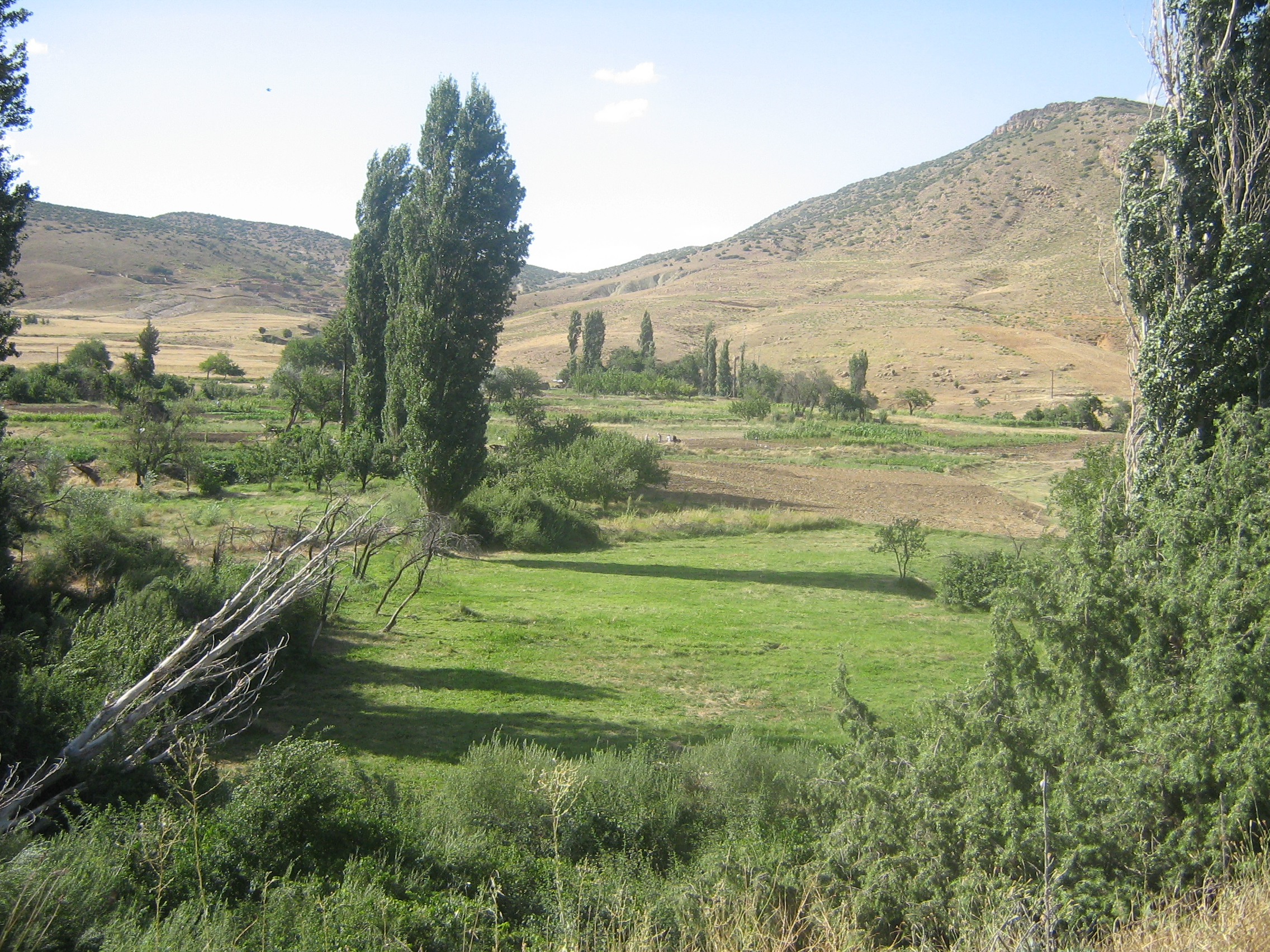
Image prise à partir du village d'Ighz'ar n Taqqa ou Oued Taga dans l'Aurès.

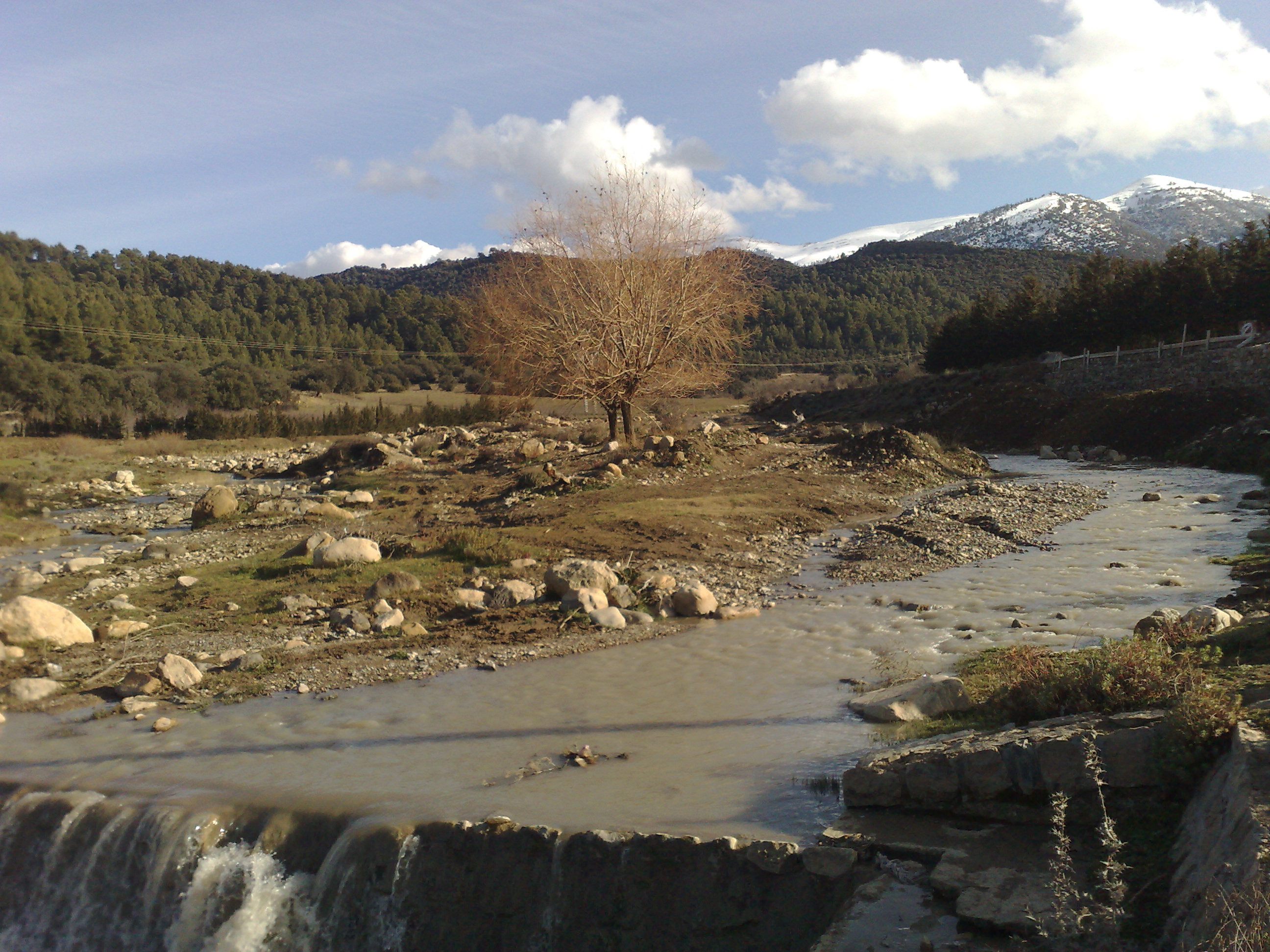
La forêt de Bouhmama (Chélia) entre les wilayas de Batna et Khenchela.

#### Le massif de l'Aurès
Il correspond à la partie orientale de l'Atlas saharien, dont il est séparé par une pénéplaine abritant notamment le Chott el Hodna. Il s'amorce à l'est des monts du Zab, au nord-est de la ville de Biskra et au sud-est de Batna et se poursuit vers l'est jusqu'aux abords de Khenchela. Encore plus à l'est, le massif est prolongé par les monts de Tébessa et des Nementcha. Enfin le Sahara marque au sud la fin de l'Aurès.
Cependant, la région de l'Aurès ne se limite pas au massif.

#### Historiens et géographes de l'Antiquité et du Moyen Âge
Salluste décrit une chaîne de montagnes qui sépare deux régions, l'une maritime (la côte est de l'actuelle Algérie) et l'autre intérieure (Tell). Les monts Aurès se terminent par le désert du Sahara.
D'autres sources[réf. nécessaire] indiquent que le nom du bouclier ou de la chaîne de montagnes s'appelait Auréus clupeus et qu'on lui a donné ensuite le nom de Mons Aurasius.
Le géographe byzantin Procope indique une surface entre 1 800 à 2 000 km2.
Ibn Khaldoun délimite l'Aurès par le royaume des Ketamas (Kutamas), les Zibans, le Mzab, l'Oued Righ et le fait correspondre au royaume des Zénètes.

#### Points de vue contemporains
Émile-Félix Gautier, professeur à l'université d'Alger, distingue l'Aurès oriental et l'Aurès occidental, en se fondant sur les études d'Ibn Khaldoun.
Pendant la guerre d'Algérie, le FLN inclut l'Aurès dans la « Wilaya I », qui est évidemment beaucoup plus étendue (450 000 à 500 000 km2), qui correspond au territoire chaouis, allant de l'Est de la Hodna à la frontière tunisienne et de Doucen à Aïn M'lila.
D'après Ammar Negadi, à l'est, les monts Aurès englobent la région qui va de Souk Ahras à Négrine et dépassent la frontière tunisienne et dépassent M'daourouch et longent la wilaya de Tébessa (Nemencha). Vers le sud, l'Aurès s'étend vers le sud-ouest de la wilaya de Biskra à Négrine. Vers l'ouest, les limites de l'Aurès atteignent la Petite Kabylie. L'Aurès comprend la partie sud des wilayas de Sétif et de Mila. Le contour passe les régions de Aïn Oulmène, de Magra, de Barika et de M'doukal. Vers le nord, l'Aurès comprend une partie des wilayas de Sétif, d'Oum El Bouaghi et de Skikda jusqu'à la wilaya de Souk Ahras.
Certains articles des médias algériens bornent l'Aurès à la wilaya de Batna et désignent Batna comme capitale des Aurès, d'autres l'identifient aux wilayas de Batna et Khenchela, d'autres, enfin, aux wilayas de Batna, Khenchela et Oum el Bouaghi. Norredine Bergadi, journaliste, situe les Aurès de Biskra jusqu’à la wilaya de Souk Ahras.

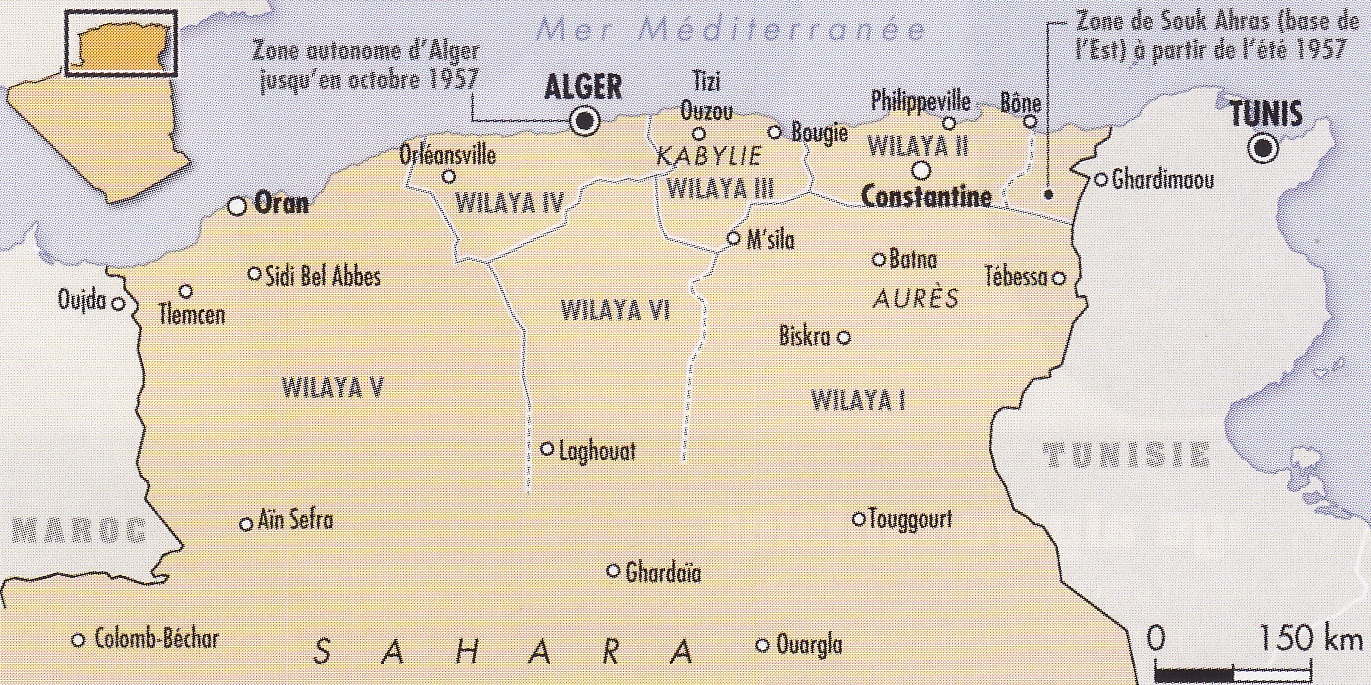
Carte du découpage du territoire algérien en six wilayas élaboré lors du congrès de la Soummam en 1956.

### Topographie

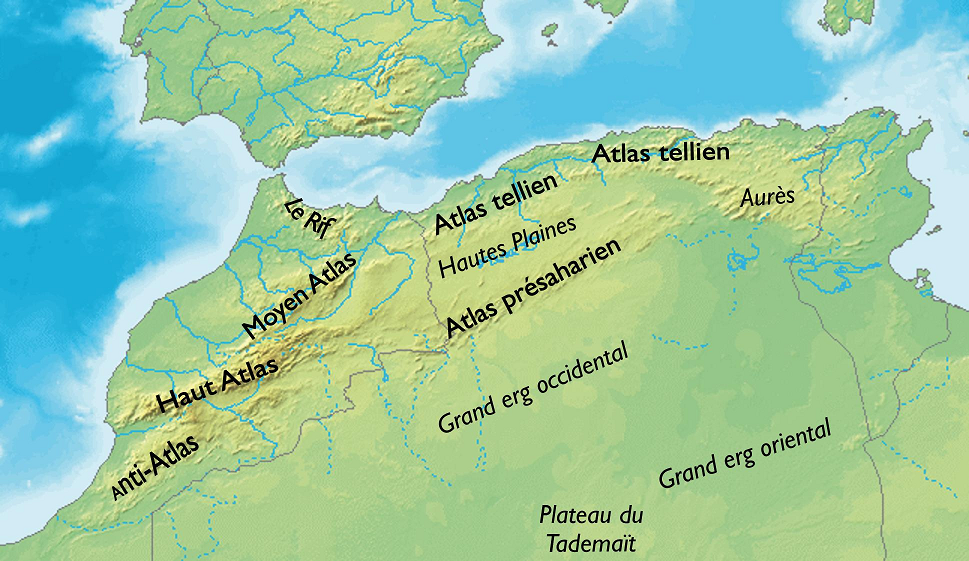
Relief du Nord de l'Afrique.

Le massif de l'Aurès forme la partie est de l'Atlas saharien ; le point culminant est le djebel Chélia (2 328 mètres). Il n'offre guère de passages nord/sud, mais partiellement traversé par une dépression synclinale nord-est/sud-ouest au fond de laquelle coule l'oued Abiod.

#### Hydrographie
- Rivières : oued Abiod (en amazigh Ighzer Amellal), oued Abdi (Ighzer n'Abdi), oued el Ahmer (Ighzer Azggagh), oued Taga (Ighzer n'Taqqa), oued El Madher, etc.
- Marais : marais de Medghassen (en amazigh Alma n'Imadghassen), marais de Draâ Boultif (Alma n'Ighil n'Boultif)
- Chotts : Chott Djendli, Chott Tincilt
- Barrages (et lacs artificiels) : barrage de Koudiet Lamdaouar dit barrage de Timgad, barrage de Beni Haroun (wilaya de Mila).

#### Relief
- Montagnes : djebel Chélia (2 328 m, Batna-Khenchela), mont Bouarif (Batna), pic des Cèdres (près de Batna), Chechar (Tébessa), Belezma (Batna), Mahmel, Mahmed (2 321 m à Bouzina dans la wilaya de Batna), Nouacer, djebel Ouled Aïcha (en amazigh Adhrar n'Ath Aicha), djebel Ben Bouslimane (en amazigh Adhrar n'Ath Bou Sliman), djebel Ali (Ich n'Ali) près de Batna, etc.
- Cols : col du Telmet (en amazigh Tizi n'Talmet), le col d'Ouled Ali (Tizi n'Ath Ali), le col Tifrasin (Tizi n'Tifrassin),
- Plaines : Nerdi (Bouzina dans la wilaya de Batna)

#### Formations végétales
- Forêts : les forêts de Belezma, de Beni-Oudjnan, de Beni Amloul (en amazigh Ath Melloul), d'Ouled Yakoub ; forêt Bouarif, forêt Legag, etc.
- Les espaces ou parcs protégés : parc national de Belezma
- Les oasis : El Kantara, Ghoufi, etc.

#### Divers
- Gisements et ressources naturelles : ciment, sel, mercure, fer, zinc, cuivre, argent, or, plomb, antimoine, phosphates, pétrole, gaz, bois, etc[15].
- Sources thermales : la Fontaine chaude Hammam Essalihine de Khenchela, source de Batna (Kasrou), source de Biskra, source de Guelma (hammam Maskhoutine), etc.

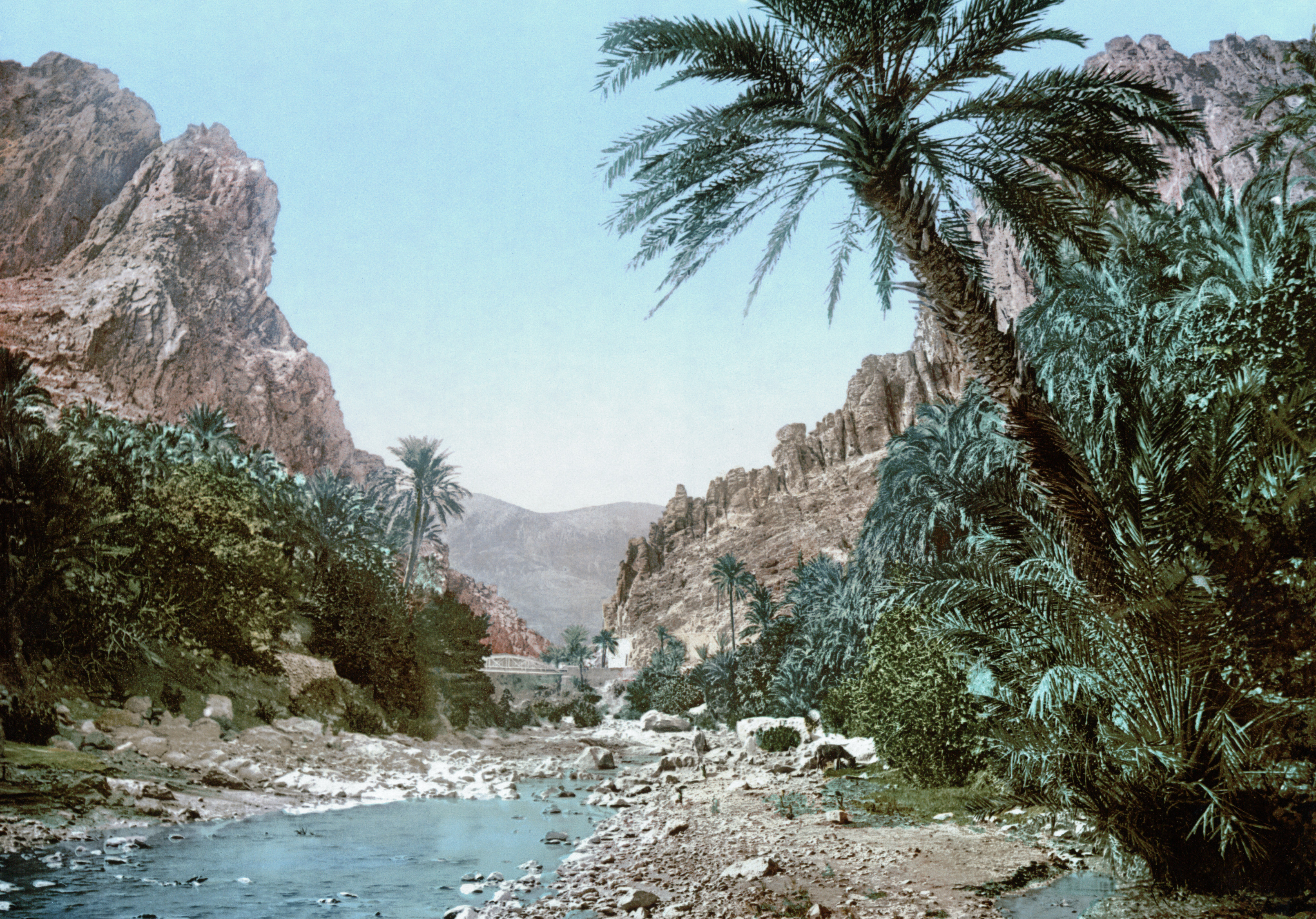
El Kantara
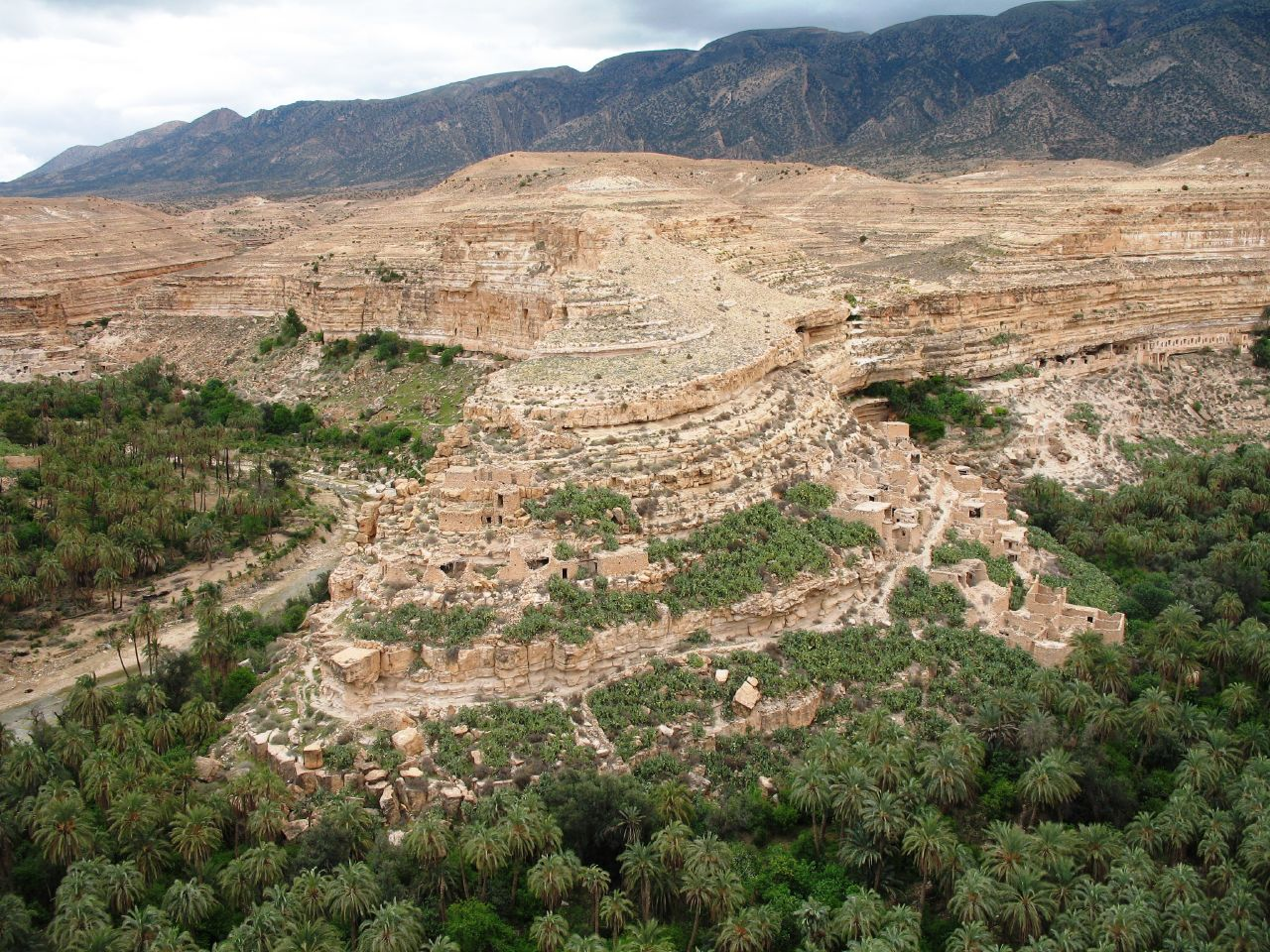
Les Balcons de Ghoufi dans les Aurès
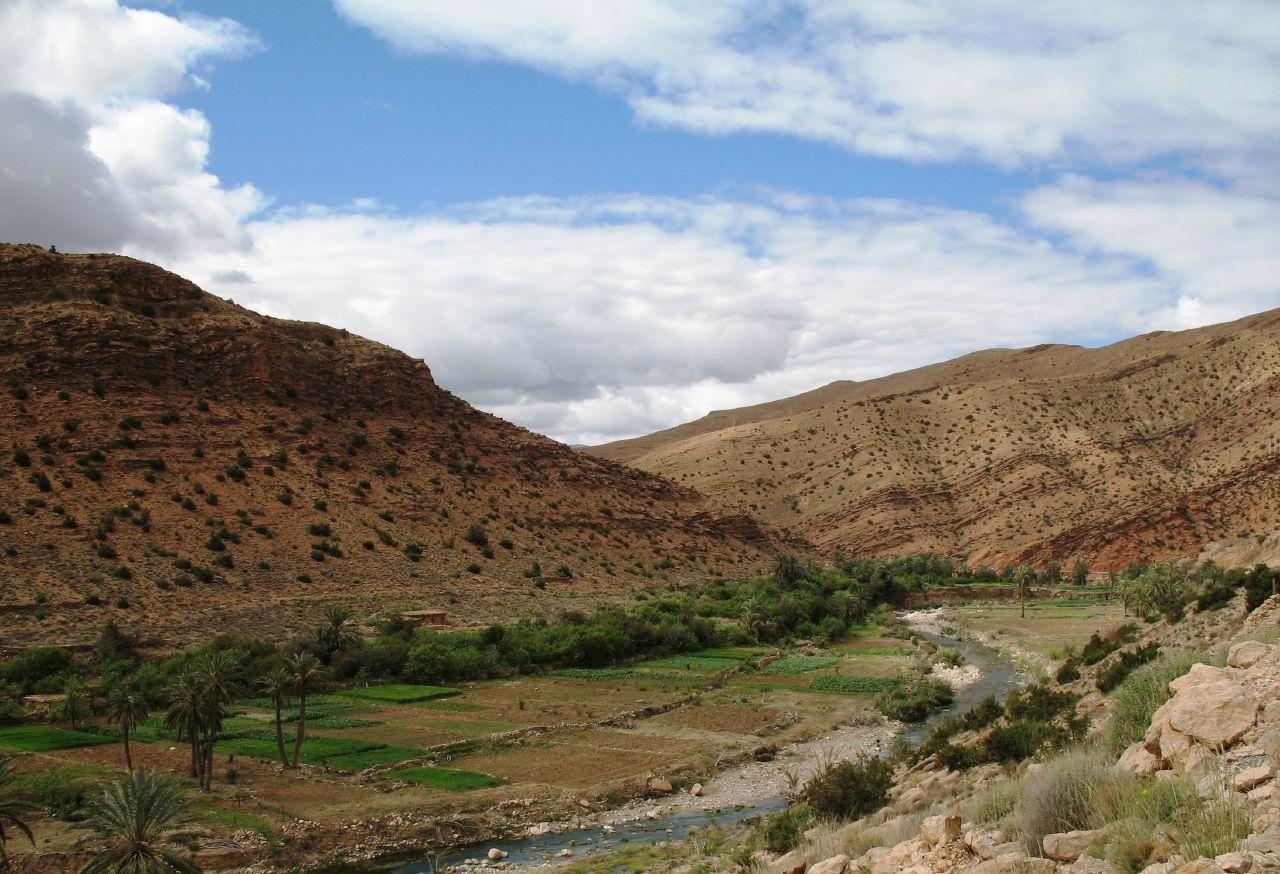
Un ruisseau dans les Aurès
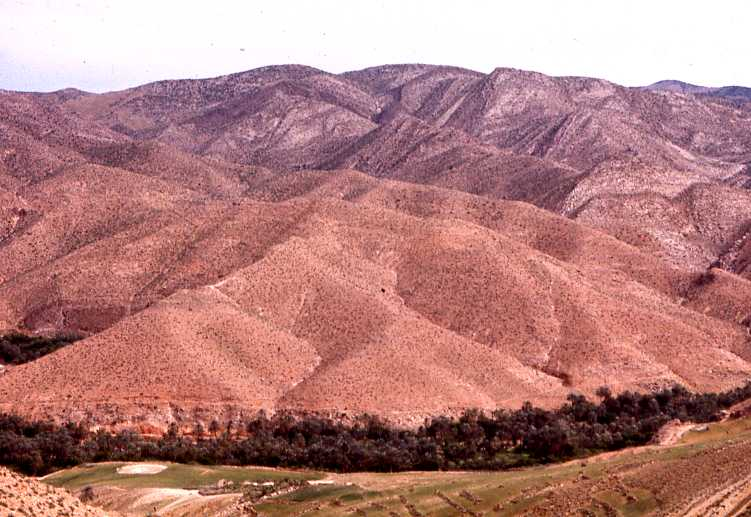
Paysage des Aurès
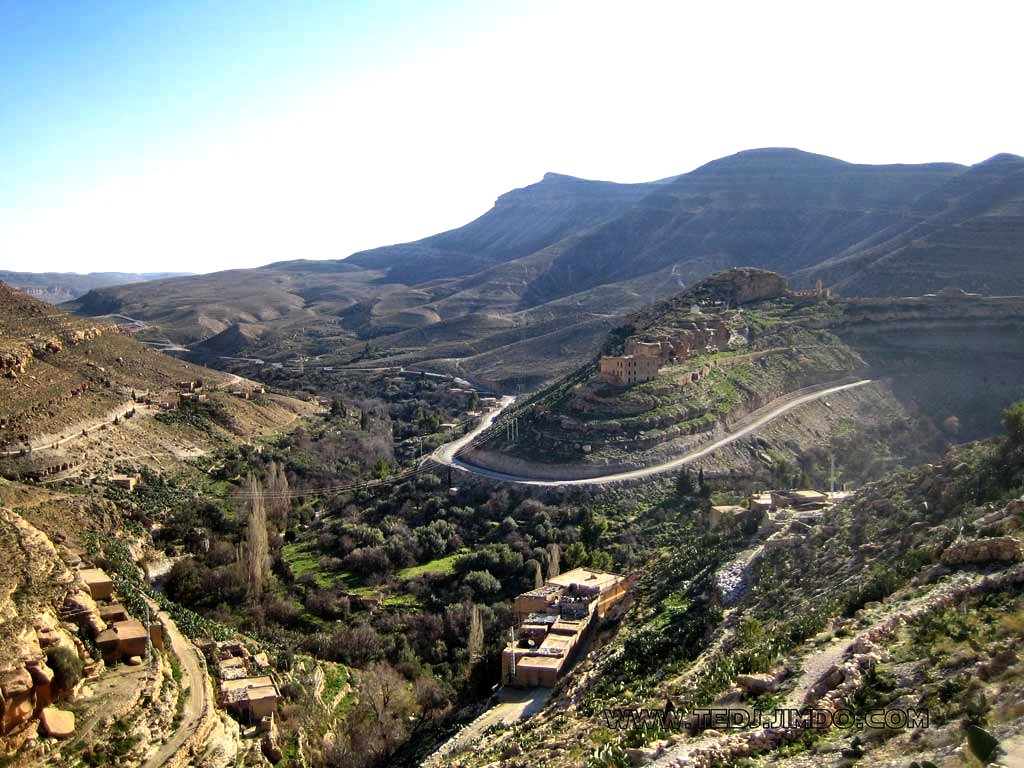
Le Horseshoe de Taberdga, Chechar
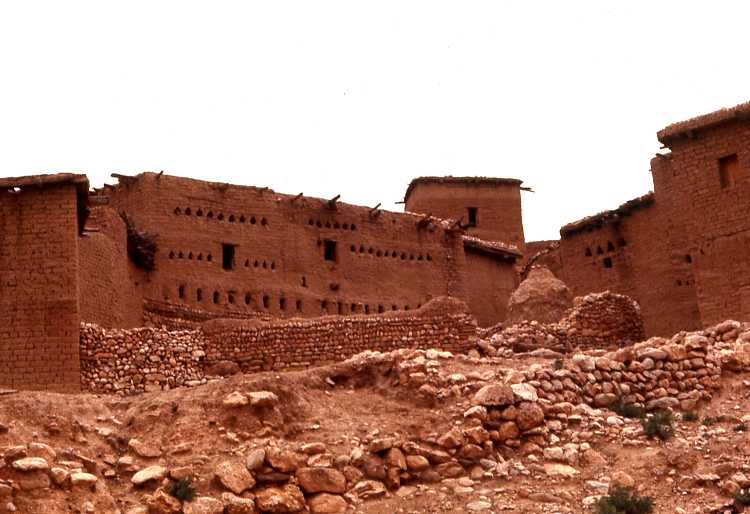
Village dans les Aurès
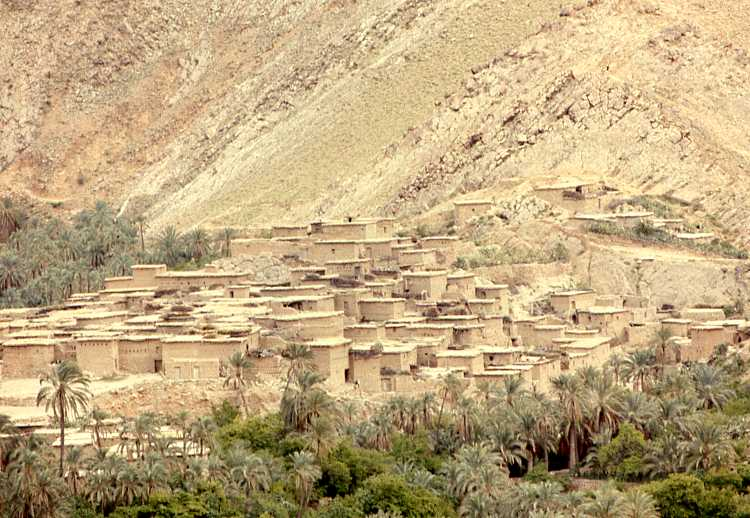
Village dans les Aurès
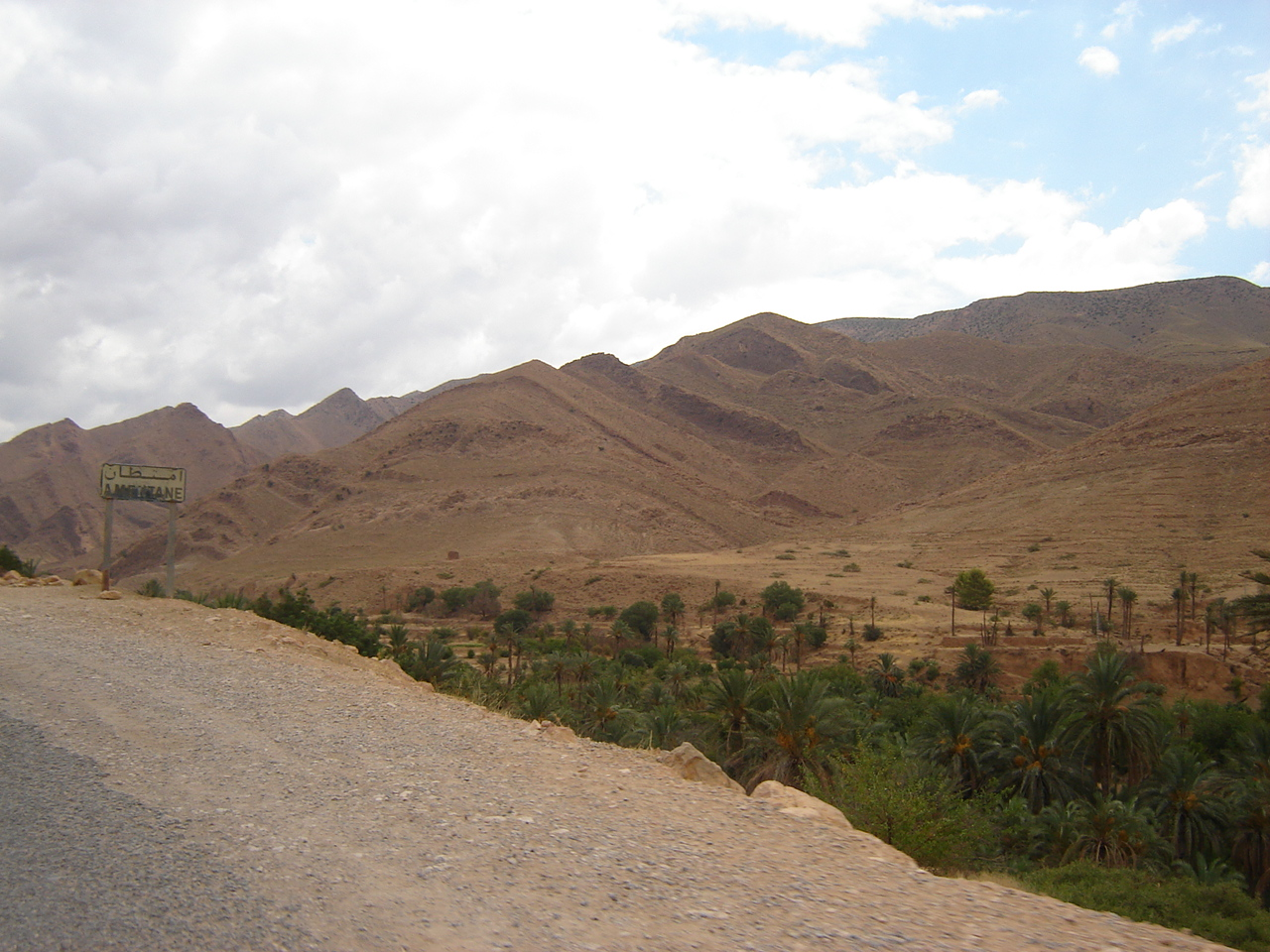
Amantane
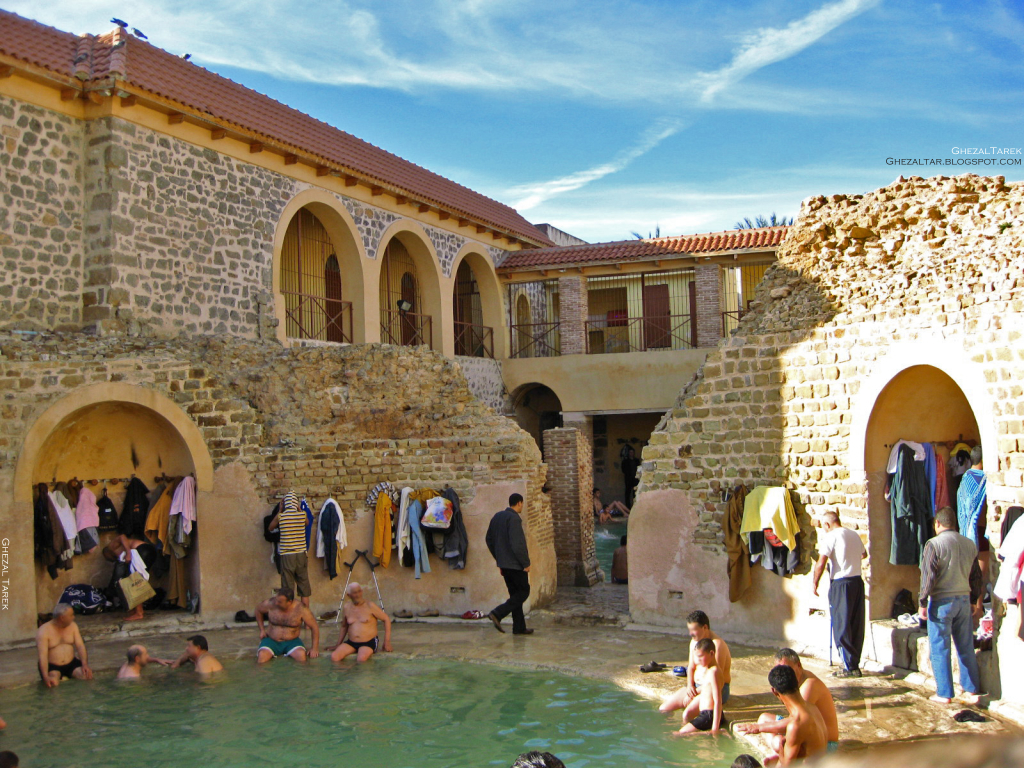
La piscine circulaire et la Fontaine Chaude de Hammam Essalihine

### Climat

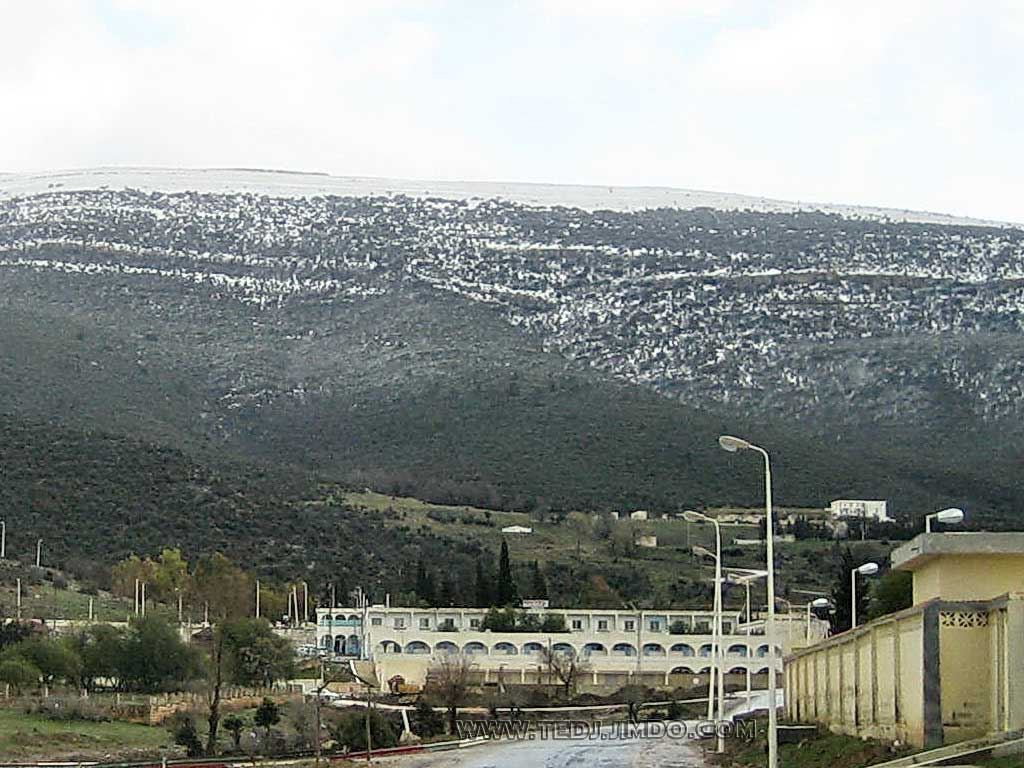
Le mont de Boserdon (1690 m) à Hammam Essalihine

Les hivers sont très froids, la température atteint parfois fois les −18 °C sans facteur humide. Les étés sont très chauds. Le thermomètre affiche parfois 50 °C à l'ombre. Les variations de température sont très importantes dans cette région. La température estivale varie de 30 °C à 38 °C.
La pluviométrie est d'environ 325 mm de moyenne annuelle au niveau des grandes villes, mais cette quantité est largement dépassée en haute montagne où règnent des microclimats humides. Les chutes de neige sont au rendez-vous chaque année, de la seconde moitié de novembre au début de mars. Les sommets restent enneigés jusqu'en avril, voire au début de mai. Des pluies diluviennes sont également constatées, provoquant parfois des dégâts considérables.

### Faune et flore

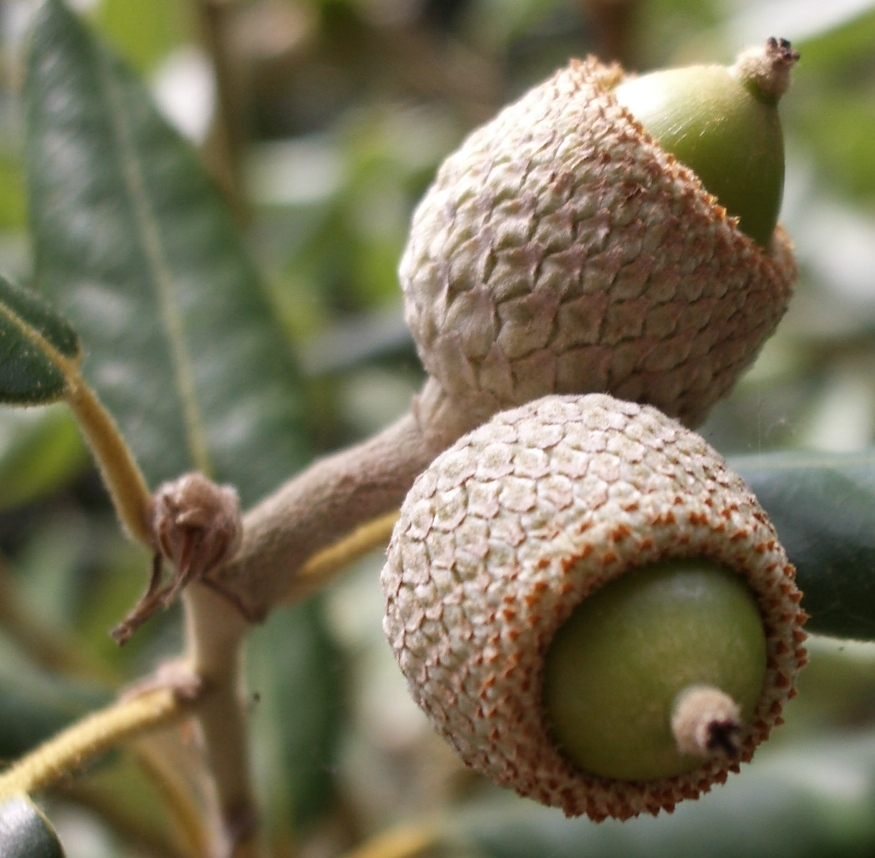
Le chêne vert, une des espèces présentes dans les Aurès

- Animaux : la hyène, le lièvre, le renard, l'aigle, le sanglier, le lézard, la tortue d'Hermann (dans la wilaya de Khenchela), le loup doré, la cigogne blanche, le canard, le ganga et le lynx caracal, etc. Le dernier lion a été chassé au XIXe siècle près d'Arris.
  - Certaines espèces de poissons vivent dans les eaux de rivières ou de ruisseaux près de Timgad.
  - Oiseaux : 3 352 espèces d’oiseaux migrateurs ont été inventoriées par les ornithologues, durant l'année 2016, dans les différents points d’eau des wilayas des Aurès. Parmi ce nombre, des espèces telles des anatidés (sarcelle marbrée et tadorne, pilet et canard souchet, fuligule milouin) et d'autres espèces comme la foulque macroule, le busard des roseaux et le pluvier petit-gravelot, la poule d'eau, le flamant rose, l’aigrette, le héron cendré et la pie grièche[16].
- Végétation : plusieurs conifères et arbustes (cèdres, pins d'Alep, sapins, chênes verts, etc.). Il y a des palmiers, des genévriers, des saules, des jujubiers, des tamariniers, les arbres fruitiers (pommier, grenadier, abricotier, poirier, figuier, olivier, amandier, etc.).

### Géographie humaine
La gare la plus proche est à Batna (ligne Constantine-Biskra, qui passe à l'ouest du massif).
Les principales routes sont actuellement :
- la Nationale 31 qui relie Batna à Biskra par Arris en suivant le cañon de l'oued El Abiod ;
- la Nationale 87 qui relie Batna à Biskra par Menaa en suivant la vallée de l'oued Abdi ;
- la Nationale 83 qui relie Khenchela à Biskra en contournant le massif au sud-est.

Partant de la N 31, une route de montagne monte jusqu'au-delà de M'Sara.

## Histoire

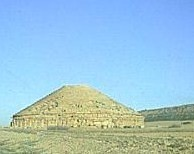
Medracen la sépulture du roi Numide et patriarche des Zénètes selon Ibn Kheldoun

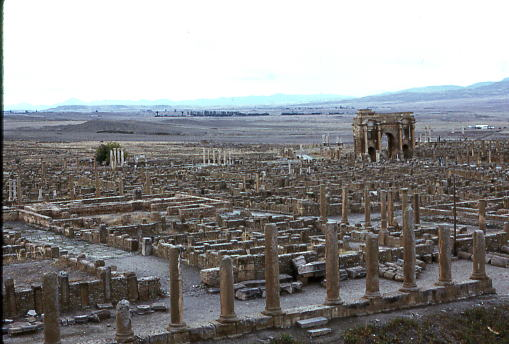
Ruines de Timgad

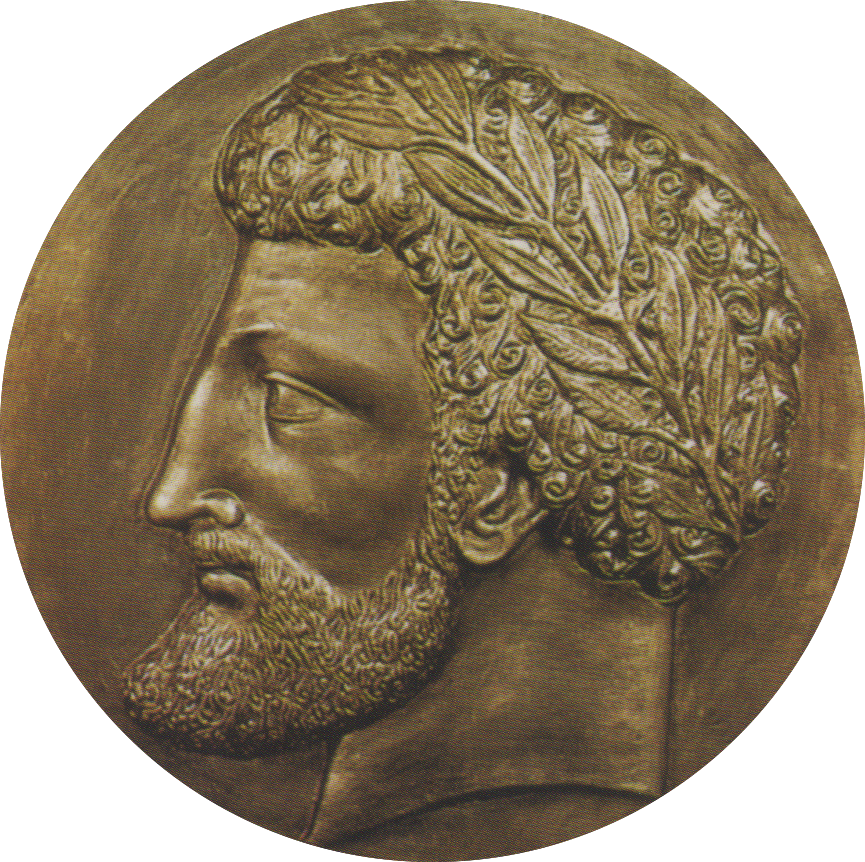
Massinissa, roi des Massyles 206- 203 puis roi de Numidie 203-148. Il fit tomber Carthage aux côtés des romains.

Les Aurès et sa tribu les Chaouis ont toujours été terre de révoltes et de déclenchement de conflits depuis l'Antiquité mais aussi bien avant,,

### La période numide
Le mausolée de Medracen (Medghassen) (commune de Boumia), au nord du massif de l'Aurès, date de 300 ans av. J.-C. Il s'agit d'un monument numide, le plus ancien mausolée de l'actuelle Algérie. Les Aurès auraient formé le noyau des Zénètes (Maghraouas, Ifren, Djerawa, Mérinides, etc.). Selon l'hypothèse controversée d'Ibn Khaldoun, Medghassen serait le patriarche des Zénètes.
Massinissa, né vers 238 av. J.-C. dans la tribu des Massyles (Mis Ilès) et mort au début janvier 148 av. J.-C., dont le royaume inclut les Aurès, unifie la Numidie. Plusieurs rois lui succèdent, dont Jugurtha, son petit-fils, qui se réfugie sur le haut plateau qui porte aujourd'hui son nom, dans l'actuelle ville de Kalaat Senan en Tunisie, à la limite du massif, afin de résister aux invasions romaines.

### La période romaine
Au départ, les Romains établissent une ligne de contrôle fondée sur les forts de Cirta, Ammaedara (devenue Haïdra), Thélepte, Capsa (Gafsa) et Tacapes (Gabès). La légion d'Afrique romaine, la Legio III Augusta a son centre à Ammaedara à partir du règne d'Auguste. Il s'agit d'assurer la protection des établissements romains contre des tribus nomades et semi-nomades (Gétules, etc.).
Puis la ligne est déplacée vers le sud-ouest et installée aux limites du massif de l'Aurès : la légion passe à Théveste (Tébessa) vers 75, sous Vespasien. Vers 100, sous le règne de Trajan, est fondée la colonie de Timgad ; en 128, sous le règne d'Hadrien, la légion est installée à Lambèse, qui devient capitale de la Numidie à partir du règne de Septime Sévère. Des routes sont tracées dans le massif (notamment le long de l'oued Abiod) ; un poste avancé est créé dans le désert à Gemellae à 40 km au sud-ouest de Biskra, avec une cohorte de Syriens (cohors I Chalcidenorum) mentionnée en 126.

#### Les villes romaines de la région
- actuelle wilaya de Batna : Lambaesis (Lambèse, commune de Tazoult), Tobuna (Tobna, commune de Barika), colonia Thamugadi (Timgad), Nicivibus (N'Gaous) et Diana veteranorum (Zana, commune de Zana El Beida) ;
- wilaya de Khenchela : Bagasis (Baghaï) ;
- wilaya de Tébessa : Theveste (Tébessa) ;
- wilaya de Biskra : Vescera (Biskra) ; Gemellae (El Kasbat, commune de M'Lili)
- wilaya de Souk Ahras : Madauros (M'daourouch), Thibursicu Numidarum (Khemissa) et Thagaste (Souk Ahras), ville natale de Saint Augustin.

Un peu plus loin, on trouve Hippo Regius (Hippone, actuelle Annaba), Thibilis (commune de Sellaoua Announa) et Calama (Guelma), Cuicul (Djemila) et Sitifensium (Sétif), Tiddis (commune de Beni Hamiden) et Cirta (Constantine).
Des traces de la présence romaine existent à l'intérieur du massif : l'inscription de Tighanimine, relative à la construction d'une route le long de l'oued Abiod sous le règne d'Antonin le Pieux ; le nom de la localité de Djmina, Petra geminiana (commune d'El Mizaraa).

#### Les révoltes
Plusieurs chefs berbères se révoltent dans les Aurès. Tacfarinas (première moitié du Ier siècle apr. J.-C.), combat l'Empire romain sous le règne de l'empereur Tibère.
Aït Fraoussen (Faraxen), en l'an 253 ap. J.-C., venant du Djurdjura, attaque la Numidie romaine, avec l'aide de cinq tribus, les Quinquegentiani et les Babares et les tribus originaires des Aurès, du sud et du Hodna. Il sera capturé à Lambèse, à 10 km de Batna vers 260 ap. J.-C. Les inscriptions qui indiquent sa capture par les Romains sont à Lambèse.
On peut également citer le nom de Iaudas, roi des Aurès, vers 530.

#### Antiquité tardive (Vandales et Byzantins)
Les Vandales et les Byzantins vont influencer la région. Plusieurs révoltes sont recensées par les historiens notamment des Zénètes. Selon Corripus dans la Johannide, la cavalerie des Zénètes dont les Banou Ifren ou "Ayth Ifren" était investie dans la guerre des Berbères contre les Byzantins entre 547 et 550 au temps de Jean Troglita.

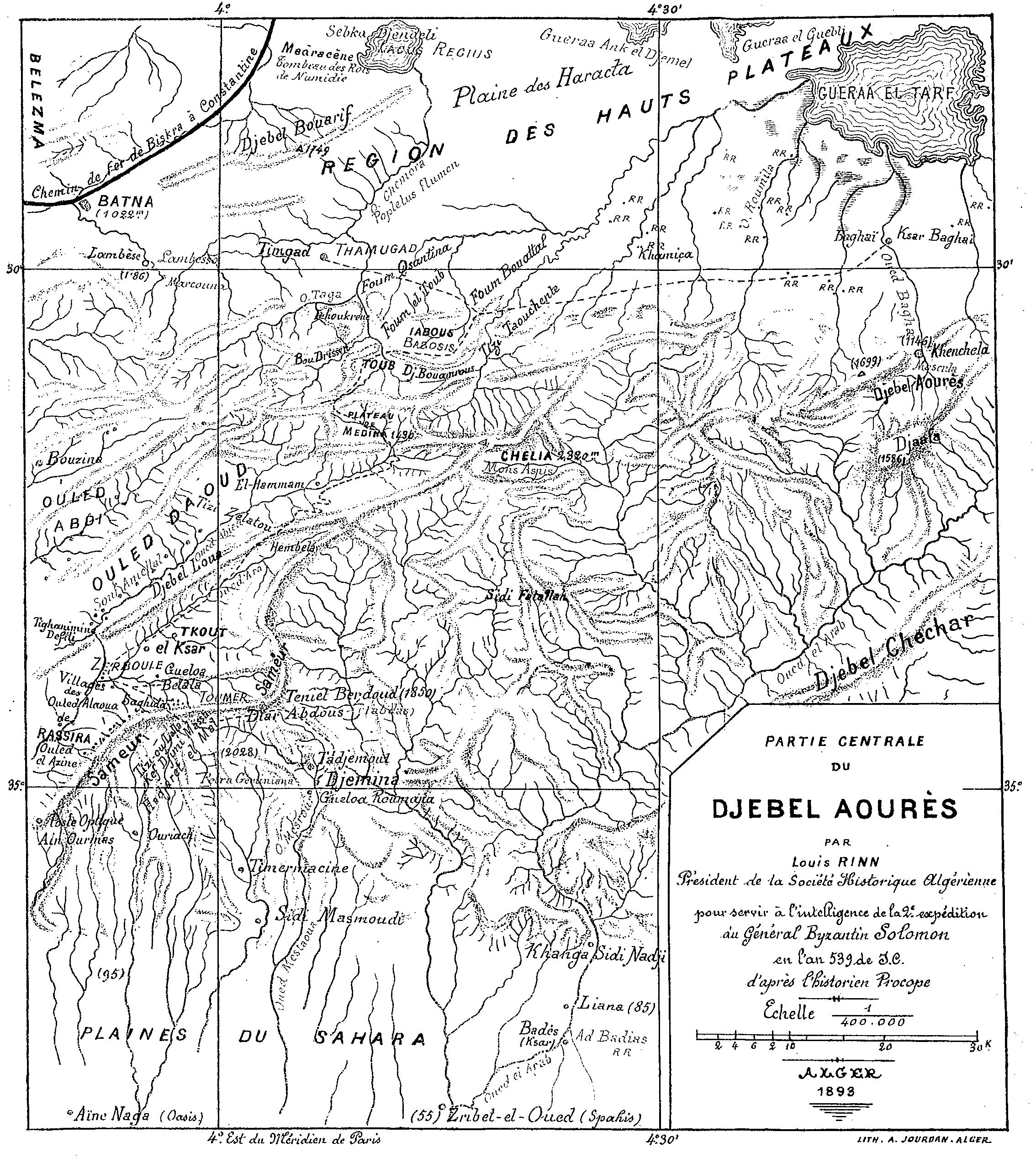
Carte du Djebel Aourès par Louis Rinn, 1893

Le récit de Procope dans les Guerres des vandales indique qu'en l'an 539, lorsque le général byzantin Solomon est envoyé pour la seconde fois en Afrique par l'empereur Justinien, il pacifie d'abord les provinces de Zeugitane, de Numidie et de Byzacène. Il entreprend ensuite de soumettre les Aurès avec une partie de l'armée byzantine commandée par Gontaris, venue camper non loin du fleuve Abigas, près de Baghaï, ville alors abandonnée à la suite des incursions des Aourasiens, qui l'avaient ruinée. Après un combat malheureux, le général byzantin est forcé de se retrancher, quand arrive, avec le reste de l'armée, Solomon qui lui envoie des renforts et qui va camper 50 stades plus haut (c'est-à-dire dans la plaine au-dessous de Mascula (Khenchela), alors ruinée et dont, pour cette raison, Procope ne parle pas).

### La période musulmane
Ensuite, les musulmans arrivent pour islamiser la région. Koceïla et Kahina seront assassinés par les musulmans qui s'imposent dans la région et dans tout l'est de l'Afrique du Nord.
Au VIIe siècle, d'après Ibn Khaldoun, l'Aurès était principalement habité des Aurébas, tribu de Koceïla, des Zénètes Djerawa, tribu de la reine Dihya "Kahina", et des Houaras. Les tribus Aurébas sont également décrites comme étant originaires de l'actuelle Libye. Dans son ouvrage The Muslim conquest and settlement of North Africa and Spain (ouvrage librement consultable sur le net), l'auteur Abd al-Wāḥid Dhannūn Ṭāhā, s'appuyant sur plusieurs sources bibliographiques dont celles d'Ibn Khaldoun, précise page 26 de son livre la présence, avant la conquête islamique du Maghreb, de tribus Aurébas dans l'actuel Maroc.
L'unité politique et administrative de la Berbérie Orientale et Centrale était en grande partie réalisée par Koceïla qui s'était converti à l'Islam. Dès lors, un conflit éclate entre ce chef berbère et le chef des armées omeyyades. Kairouan est prise par Koceila, ce dernier s'étant reconverti au christianisme. Oqba Ibn Nafaa est tué par Koceïla. Dihya "Kahina", prend la tête de la résistance. Issue de la tribu des Djerawa, une tribu zénète implantée dans les Aurès comme le furent plusieurs rois (agellid, pluriel igelliden) berbères de Numidie, elle a été élue ou nommée à cette charge par le conseil de la confédération des tribus. Dihya tue Oqba Ibn Nafaa selon Ibn Khaldoun, vengeant Koceila.
Dihya "Kahina" procéda ainsi à la réunification de nombreuses tribus de l'Afrique du Nord orientale et du Sud. Dihya défait par deux fois la grande armée des Omeyyades grâce à l'apport des cavaliers des Ayth Ifren. Elle règnera sur toute l'Ifriqiya pendant cinq années. Dihia sera vaincue dans une dernière bataille contre les Omeyyades. Elle sera la seule femme de l'histoire à combattre l'empire omeyyade. Après la défaite de la Kahina, la population des Aurès, région à cheval entre les actuelle Algérie et Tunisie et une partie de l'actuelle Libye (autrement dit la province de l'Ifriqiya), a adhéré aux principes de l'Islam.
Ibn Khaldoun écrit que le commandant Musa ben Nusayr augmenta son contingent militaire en exigeant douze mille Berbères de l'Ifriqiya (dont les Aurès faisait partie intégrante) pour réislamiser les autres populations situées à l'Ouest de sa province (Ifriqiya); Il faut préciser qu'en arabe l'Ouest ou Occident ou Pays du soleil couchant se disent Maghreb comme cela est indiqué dans la traduction des écrits de Ibn Khaldoun par le baron de Slane. Il est également nécessaire de rappeler d'une part que l'islamisation du Maghreb avait déjà débuté sous son prédécesseur Oqba et que, d'autre part, il y a des milliers de kilomètres entre les Aurès du Moyen Âge ou Kairouan (capitale de la province d'Ifriqiya de Musa ben Nusayr) et Tanger, ce qui implique pour cette époque des mois de voyage (marche ou à cheval) et de nombreuses autres tribus berbères à convertir ou à reconvertir comme le mentionne Ibn Khaldoun. Ibn Khaldoun n'écrit à aucun moment que les douze mille hommes exigés ont servi à la conquête de l'Andalousie, de l'Espagne ou de l'Occident chrétien. Ibn Khaldoun écrit qu'après la conquête du Maghreb par les troupes de Musa ben Nusayr, Tariq ibn Ziyad (écrit Tarec dans l'ouvrage), originaire des Aurès, gouverneur de Tanger, y stationna avec douze mille Berbères fraîchement convertis accompagnés de 27 Arabes chargés de leur formation coranique, sans aucune autre précision, en particulier sur l'origine des ethnies présentes. C'est seulement après avoir jugé l'Islam bien ancré au Maroc que Moussa Ibn Noçaïr retourna en Ifriqiya d'où, par missive, il dépêcha en 711 Tariq ibn Ziyad stationné à Tanger de conquérir l'Espagne,.
Ensuite, plusieurs conflits entre les Berbères et les dynasties arabes (Omeyyades, Fatimides, Abbassides) sont signalés par les historiens dans la région des Aurès comme Al Bakri et Ibn Khaldoun.
Abu Yezid de la tribu des Banou Ifren renversera les Fatimides avec l'aide des tribus zénètes des Aurès mais il sera vaincu par les Zirides, alliés au premier temps aux Fatimides.
Les Hilaliens gagnent la bataille contre les Berbères. Il y aura un arrangement entre les deux parties. Les Hilaliens venus avec leurs familles vont vivre avec les Berbères avec parfois des tensions entre les deux. Il s'ensuit une période d'unification avec la dynastie des Almohades (dynastie berbère). Après, les Hafsides (dynastie berbère) prennent toute la région jusqu'à l'arrivée des Ottomans.

### La période de la colonisation française

#### La conquête de l'Algérie
Pendant la conquête de l'Algérie par les Français, le bey de Constantine, Ahmed Bey, se réfugie dans le massif de l'Aurès après la prise de Constantine en 1837. L'armée française arrive aux abords de l'Aurès (Batna et Biskra) en 1843-1844 et le bey se rend en 1848. En 1849, une révolte a lieu non loin de là, celle du cheikh Bouziane, à Zaatcha (à l'ouest de Biskra) (juillet-novembre 1849).

#### La commune mixte de l'Aurès (1885-1956)
Après les expériences administratives initiales (deux « caïdats », puis trois « tribus »), le Second Empire décide la mise en place de treize communes, que les officiers français délimitent à travers des pourparlers avec la population chaouïa de 1865 à 1885. Mais, à cette date, la Troisième République met fin à l'administration militaire et installe un système moins favorable aux indigènes : l'Aurès relève désormais de la sous-préfecture de Batna (département de Constantine) et devient une « commune mixte », sous l'égide d'un fonctionnaire du corps préfectoral, l'« administrateur principal » (assisté de deux adjoints et d'un secrétaire) dont la résidence est à Arris. Les treize communes prévues deviennent des « douars » (à la tête desquels se trouvent les « caïds ») divisés en « ferqas » (fractions), dont un membre est désigné comme « ouaqqaf », qui n'est qu'un intermédiaire sans pouvoir. La commune mixte de l'Aurès inclut au sud les douars Tadjemout et Oulech (actuelle commune d'El Mizaraa) ainsi que le douar M'Chouneche.

#### La révolte de 1916
Une révolte importante a lieu au cours de la Première Guerre mondiale, en relation avec la conscription (1916). De fait, cette révolte s'inscrit dans une opposition des pères de familles au recrutement de leurs enfants, dans la nuit du 11 au 12 novembre 1916.

#### L'Aurès dans les années 1930
Au recensement de 1931, la commune mixte de l'Aurès a une population d'environ 57 000 habitants, répartis en environ 14 000 familles indigènes et 30 familles allogènes, principalement des fonctionnaires ; outre les administrateurs, on trouve quelques instituteurs et gendarmes et un garde-forestier ; les non fonctionnaires sont pour la plupart des « colons » (assez pauvres) installés à Foum Toub ; il n'y a aucun commerce : il faut aller à Batna, reliée à Arris par une ligne régulière d'autobus ; un marché hebdomadaire se tient à Médina. En 1934, les gendarmes sont au nombre de six. En 1938, une unité de goumiers est installée dans l'Aurès.

#### La réforme administrative de 1956
Cette réforme vise à renforcer l'encadrement administratif de l'Algérie : en ce qui concerne la région, Batna devient chef-lieu d'un département (parfois désigné comme « département de l'Aurès ») et Arris chef-lieu d'arrondissement (sous-préfecture). Nombre des anciens douars deviennent des communes.
Mais, à cette date, l'encadrement de la population est principalement assuré par les structures militaires (Sections administratives spécialisées, villages de regroupement) mises en place depuis le début de l'insurrection algérienne en 1954.

### La guerre d'Algérie
Un rôle important est tenu par l'Aurésien Mostefa Ben Boulaïd, issu d'une famille de notables d'Arris, dans la formation en 1954 du Front de libération nationale : un des neuf « chefs historiques », il est responsable de la région Aurès jusqu'à sa mort en 1956.
L'Aurès joue un rôle de premier plan lors de la journée du 1er novembre 1954 (Toussaint rouge), par laquelle le FLN proclame son existence : attaques des casernes de Biskra, Batna et Khenchela (4 soldats français tués) ; attaque de l'autocar Biskra-Arris, suivie de la mort d'un caïd, mais aussi d'un instituteur et sa femme, originaire de métropole dont le cas avait suscité des controverses .
À la suite de cette journée, l'Aurès subit une répression particulièrement dure (trois « ratissages » en novembre-décembre 1954, mise en place de camps de regroupement de la population civile), qui ne fait d'ailleurs pas cesser l'état de rébellion
À la suite de la loi du 3 avril 1955 sur l'état d'urgence, le gouverneur général Jacques Soustelle l'institue d'abord dans deux zones : l'Aurès et la Grande Kabylie ; en mai, il donne les pouvoirs civils et militaires dans l'Aurès au général Gaston Parlange. L'armée dispose donc de pouvoirs de police judiciaire, notamment le droit d'« assigner à résidence », qui est utilisé (de façon abusive) pour créer des camps d'internements.
Deux batailles importantes ont lieu en 1955 : celles d'Ifri el blah et du djebel Ahmar Khaddou. Par la suite, quand l'insurrection devient générale, l'Aurès reste un théâtre important de la lutte entre l'ALN et l'armée française.
Mostefa Ben Boulaïd meurt en 1956 avant le congrès de la Soummam (20 août) qui intègre l'Aurès dans la « wilaya I », beaucoup plus étendue. Lui succèdent, d'abord son frère, Omar, puis plusieurs responsables, par exemple Mohamed Tahar Abidi, Tahar Zbiri (1961-1962).

## Population
Cette région était historiquement habitée par les tribus amazigh chaoui. Mais au fil du temps, des Algériens de toute provenance s'y sont installés, essentiellement dans les grandes villes.

## La culture aurésienne

### Artisanat

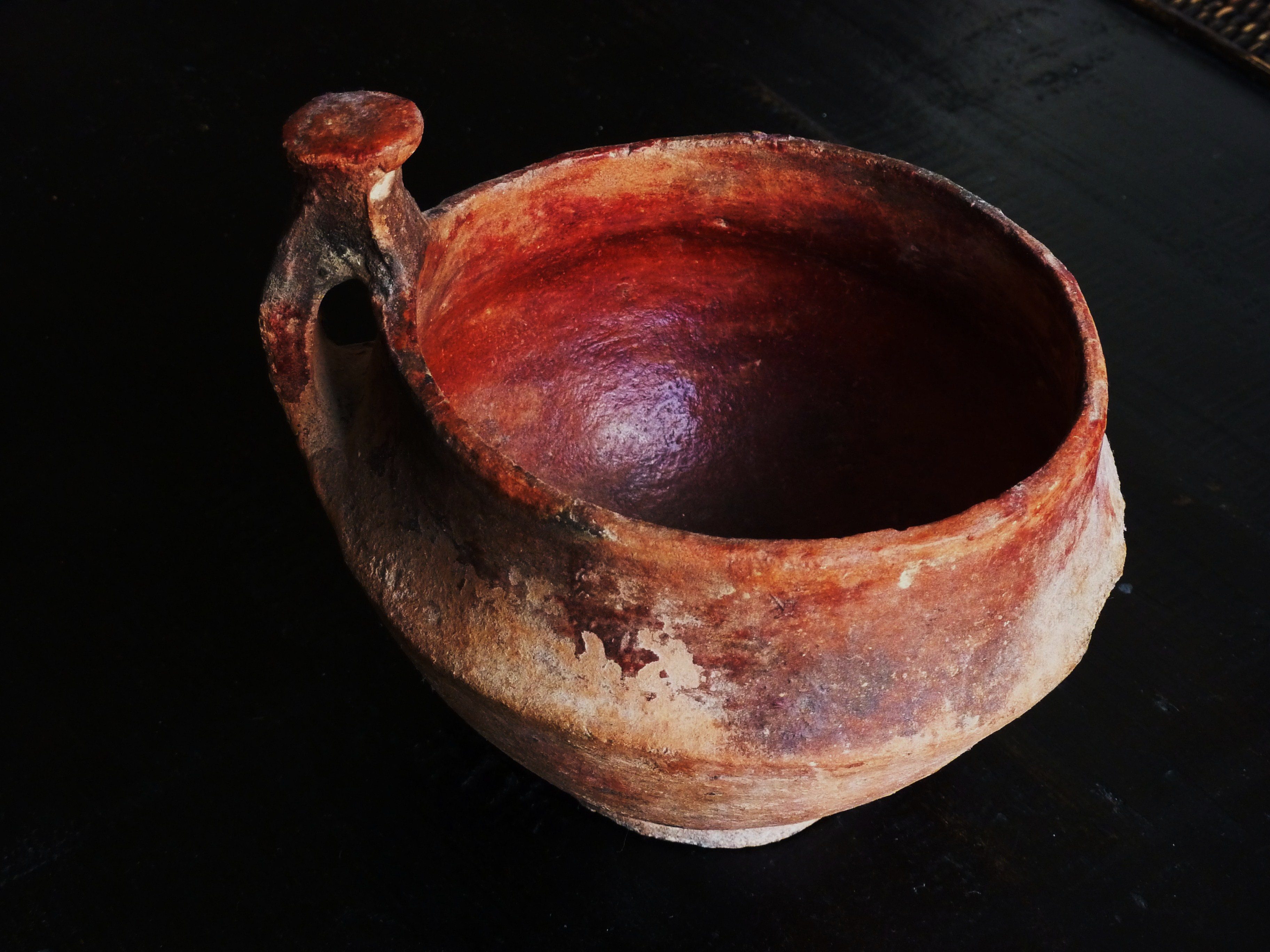
Tasse des Aurès (vers 1970)

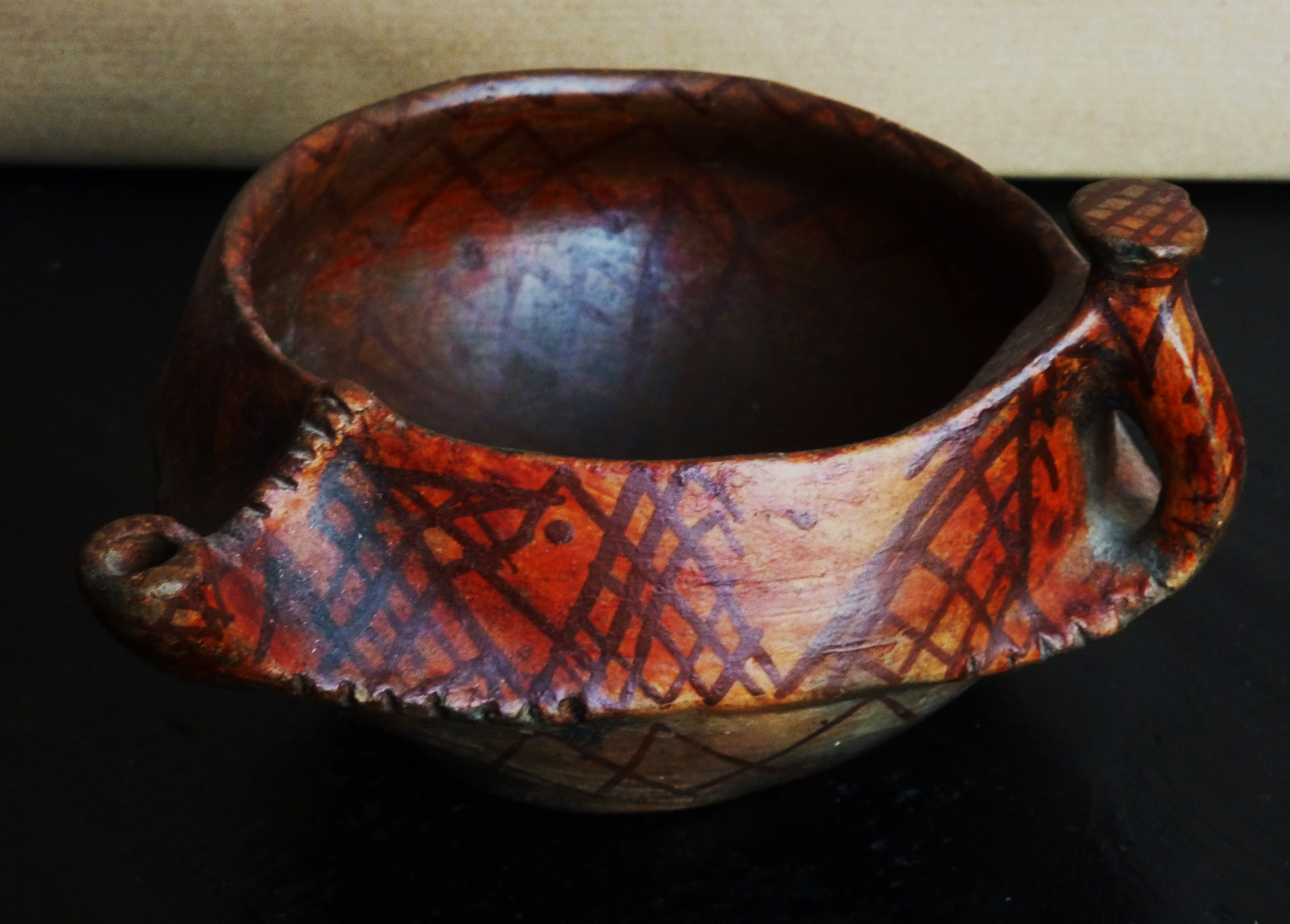
Poterie décorée des Aurès (vers 1970)

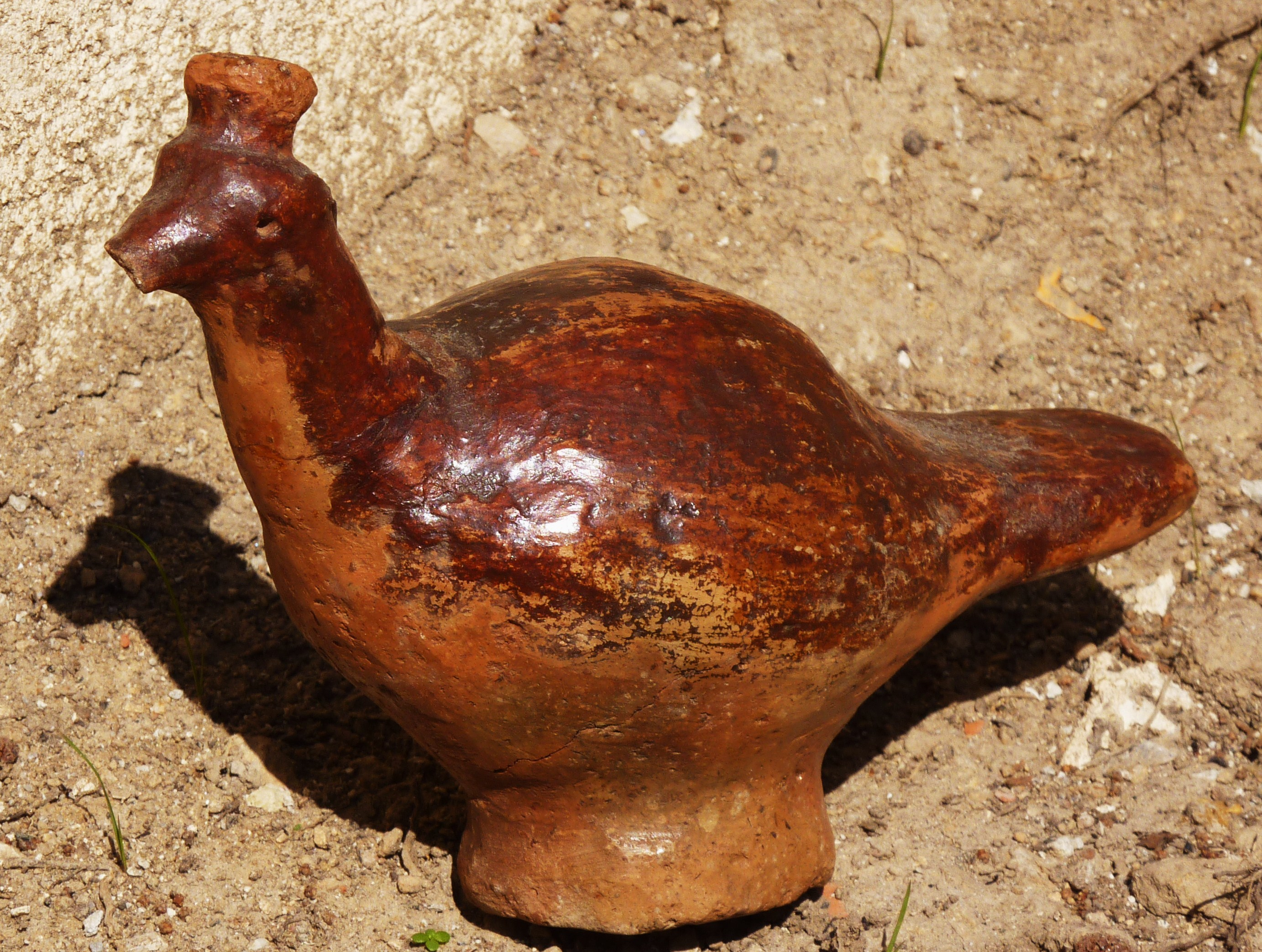
Oiseau, poterie des Aurès (vers 1970)

#### Poterie
Selon plusieurs historiens, les poteries des Aurès apparaissent dans les spécificités plastiques de leur décor incisé et de leurs formes carénées, comme les plus proches des premières formes de l'art berbère.

##### Origines
« Comme malgré la colonisation romaine de Lambèse, les berbères Chaouïa sont restés à l'écart des grands courants » extérieurs, « on peut admettre que cette ornementation en relief (dentelures, bourrelets, bosses, etc.) est caractéristique de la poterie berbère véritable, disons primitive. », écrit ainsi Arnold van Gennep. Analysant ce décor en relief, Gabriel Camps observe que « seule la poterie aurassienne se distingue, entre autres éléments, par la multiplication des mamelons coniques sur la panse et sur les anses, décoration qui contribue grandement à son aspect archaïque ». Lui supposant « une origine siculo-italique », il pense que ce décor, s'étant répandu au chalcolithique sur toute une région s'étendant des côtés de la Tunisie jusqu'à l'Aurès, puis ayant progressivement disparu devant la progression de la poterie peinte, « se serait maintenu dans le bastion aurassien ».

##### Caractéristiques
Décorées de reliefs ou d'incisions, les poteries des Aurès sont enduites d'une laque rouge sombre ou brune, le « louq », fait de résines « cuites, triturées, teintées et modelées en bâtons qui durcissent en refroidissant », passé sur les poteries encore chaudes en fin de cuisson. Cette pratique est à la fois ornementale et, imperméabilisant les poteries, utilitaire. Le « tarbout », assiette ou plat, et la tasse au profil caréné sont souvent ornés de dessins de valeur symbolique.
Le « tarbout » présente un profil original, l'arrondi de son bord, sans méplat, s'inclinant légèrement vers l'extérieur en quatre points opposés, souvent soulignés d'encoches. Celles-ci se retrouvent sur l'arête des tasses ou des pots à traire.
Le « fân », utilisé pour cuire la galette, n'est pas verni mais orné de reliefs ponctués de lignes et de ronds rouges.
D'autres poteries, ayant peut-être fonction de jouets, sont modelées en formes d'animaux (notamment oiseaux).

#### Tissage

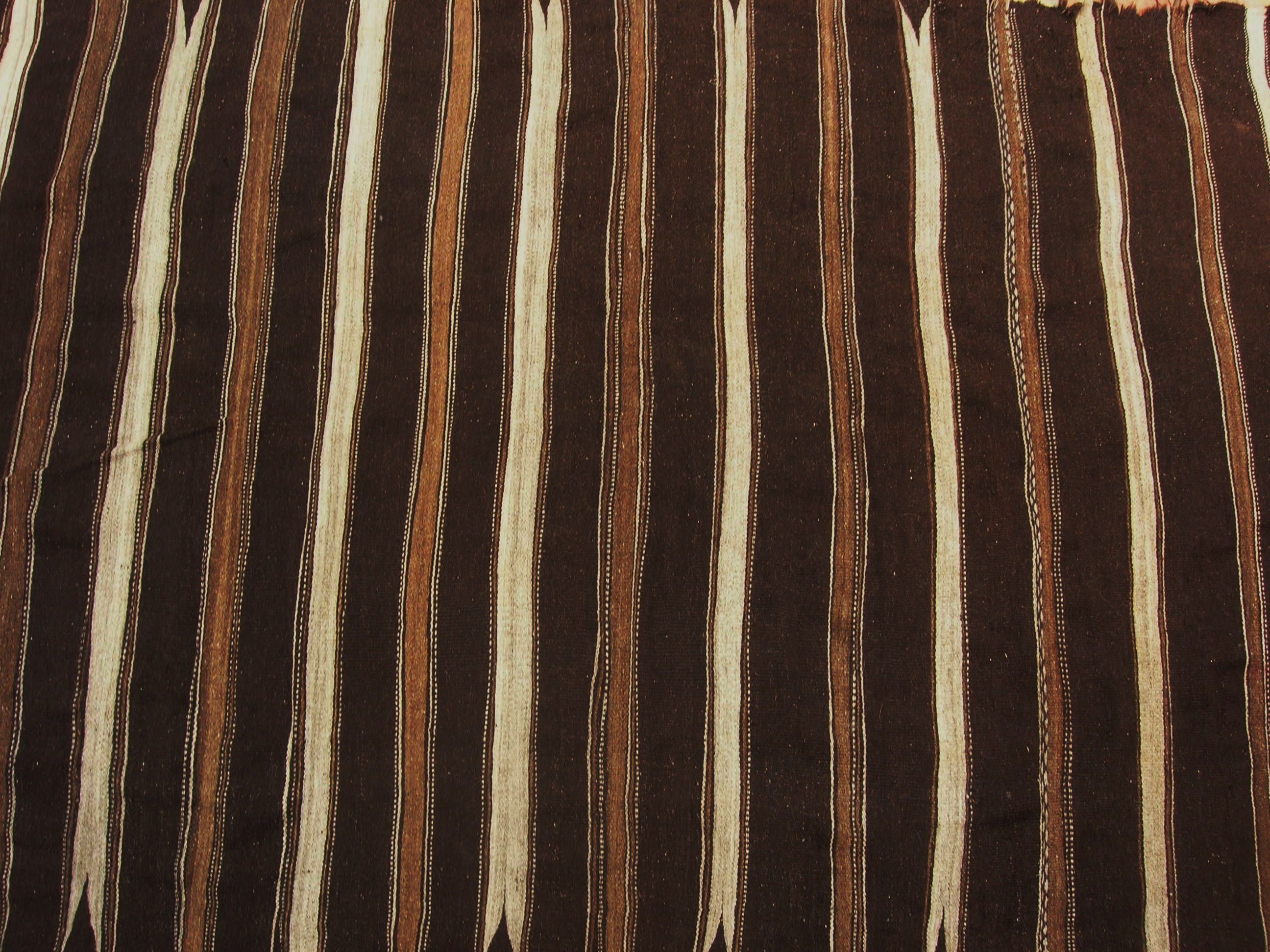
Tissage des Aurès, région de Ghoufi (vers 1970)

La technique du tapis haute-laine n'étant pas locale, ce sont les tissages, les « tellis », les couvertures, coussins et musettes à grains qui sont caractéristiques du style des Aurès. À la laine est souvent mélangée le poil de chèvre.
Les « tellis » sont généralement composés de bandes de couleurs, mais il arrive qu'ils soient ornés d'un liseré ou de quelques lignes cuivrées. De larges registres sombres, sur lesquels un décor semble brodé, coupent parfois le fond constitué de bandes unies. Des médaillons losangés, eux-mêmes composés de réseaux de fins losanges, peuvent aussi s'imbriquer sur toute la surface du « tellis ».
Les mêmes losanges se retrouvent sur les bandes des couvertures ou les surfaces des coussins.

#### Bijoux

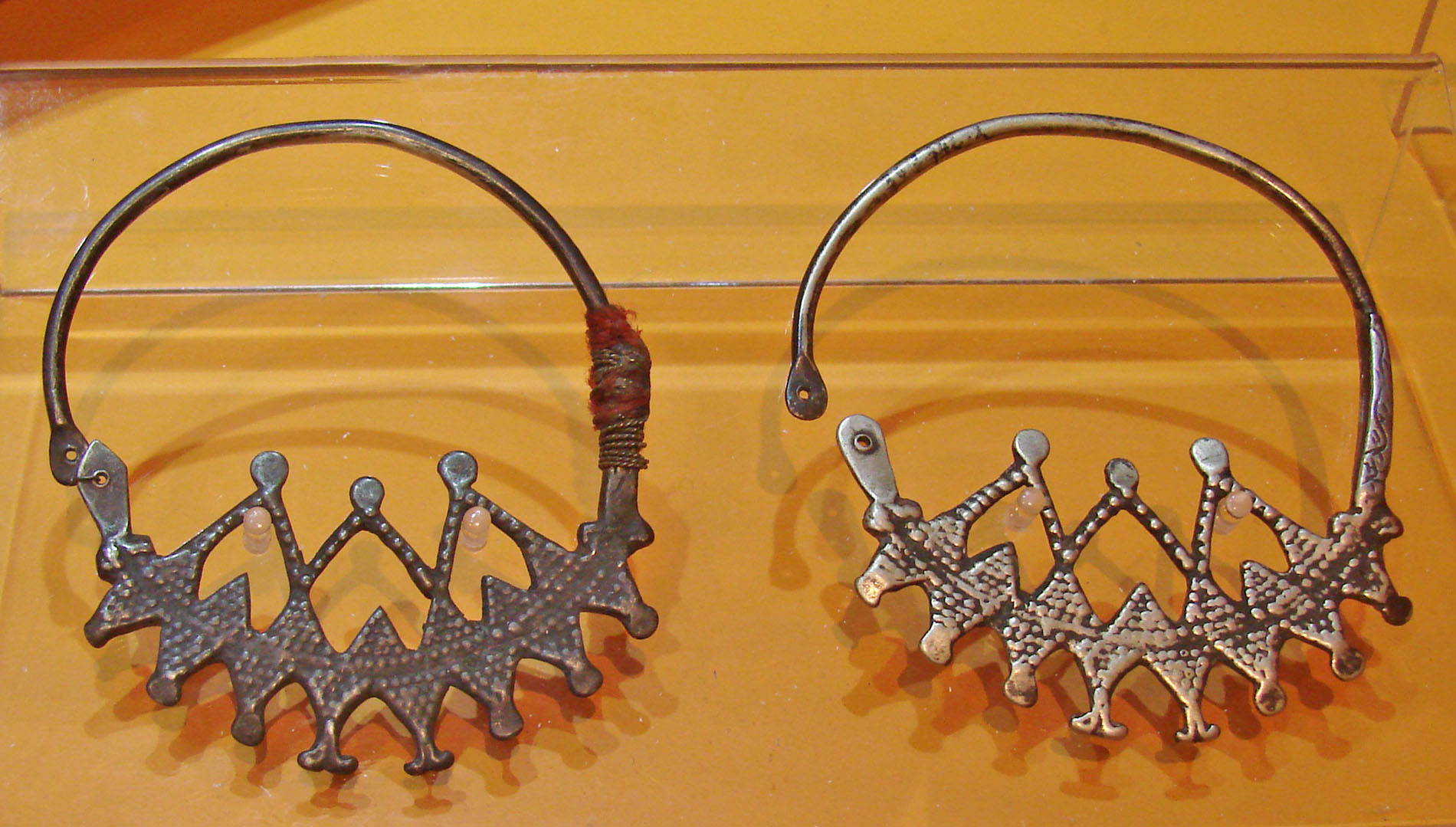
Bijoux chaouis, Musée de l'Homme, lors d'une exposition consacrée à Germaine Tillion.

Titiana Benfoughal a consacré un livre spécifiquement aux bijoux et aux bijoutiers de l'Aurès en 1997. Plusieurs types de bijoux ont été recensés par elle comme les diadèmes, les pendants de temps, les jugulaires, les boucles d'oreilles, les colliers, les fibules, les parures pectorales, les boîtes d'amulettes, les boîtes à miroir, les ceintures, les bracelets, les chevalières et les pendeloques. Titiana Benfoughal a aussi étudié les techniques de fabrication des bijoux.

### Arts traditionnels

#### Musique
Le folklore est diversifié dans les régions des Aurès.
La musique traditionnelle est bien représentée par nombreux chanteurs aurassiens. Les premiers chanteurs qui ont connu un succès international sont Aissa Jermouni et Ali Khencheli. Le style de musique Rahaba est propre à toute la région des Aurès. De plus, plusieurs styles de musique existent comme le style arabo-andalous, l'un des chanteurs chaouis Salim Halali. Plusieurs chanteurs des Aurès se sont inspirés de ce style comme Youcef Boukhantech dans les années 1970 et 1980.
Les femmes ont pu avoir leur place sur la scène nationale. La télévision algérienne diffusait les chansons de Thelja (Ya Saleh) et de Hadda Beggar dans les années 1970. Aussi, Houria Aïchi a fait plusieurs albums en France, ainsi que Markunda Awras ou la chanteuse Dihya, épaulée de Messaoud Nedjahi, l'un des meilleurs compositeurs et paroliers chaoui. L'un de ses meilleurs albums s'intitule Dzaier assa.
Un autre genre de musique moderne chaoui s'est imposé dans la région. Cette musique atypique est un mélange d'inspirations de rock, de blues, de folk et de raï en langue chaoui et en arabe. Dans les années 1970 à 1990, quelques chanteurs et musiciens aurassiens s'illustrent dans ce genre tels que Djamel Sabri avec le groupe les Berbères, le groupe Amenaye (Aïssa Brahimi, Massinissa, etc.), le groupe Erres (Nouari Nezzar, Jamel Bensbaa, etc.), Amirouche Ighounem, Katchou, Nacerdine Hora, Hamid Belbeche, etc., tous ayant commencé en langue chaoui, pour ne citer qu'eux. D'autres, plus jeunes, utilisent exclusivement la langue chaoui comme le groupe Tafert, Youba, etc. Quelques instruments de musique sont propres à la région comme la gasba, bendir, etc. et d'autres telles la zorna sont spécifiques à l'ensemble de la musique orientale (cf. en Turquie). À tort, beaucoup de gens attribuent à ce genre une appellation « Staifi » en raison du fait de l'utilisation de la langue arabe tandis que la musique, en elle-même, est chaoui.

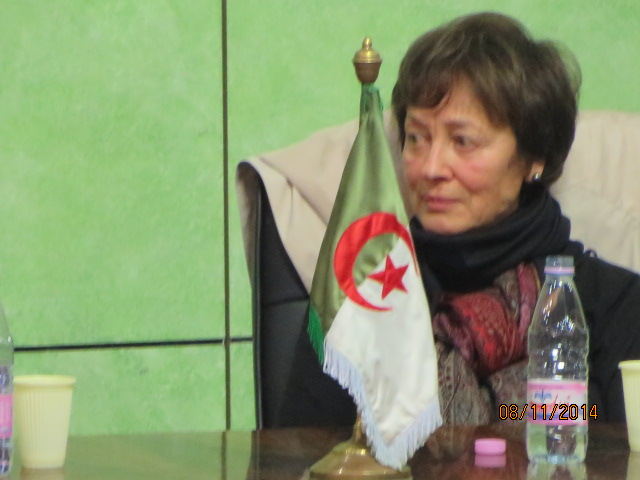
La chanteuse Houria Aichi à Batna en 2014.
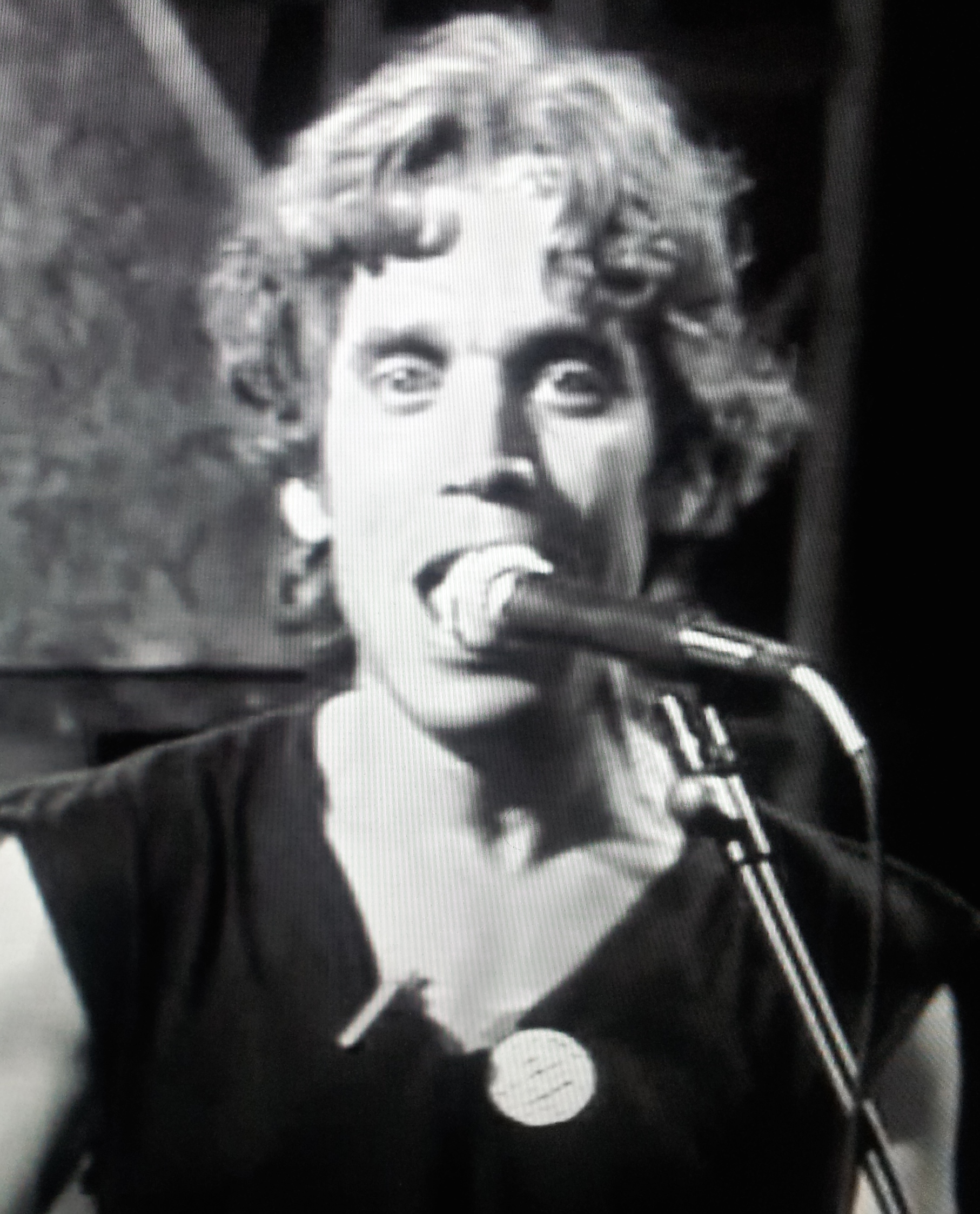
Djamel Sabri
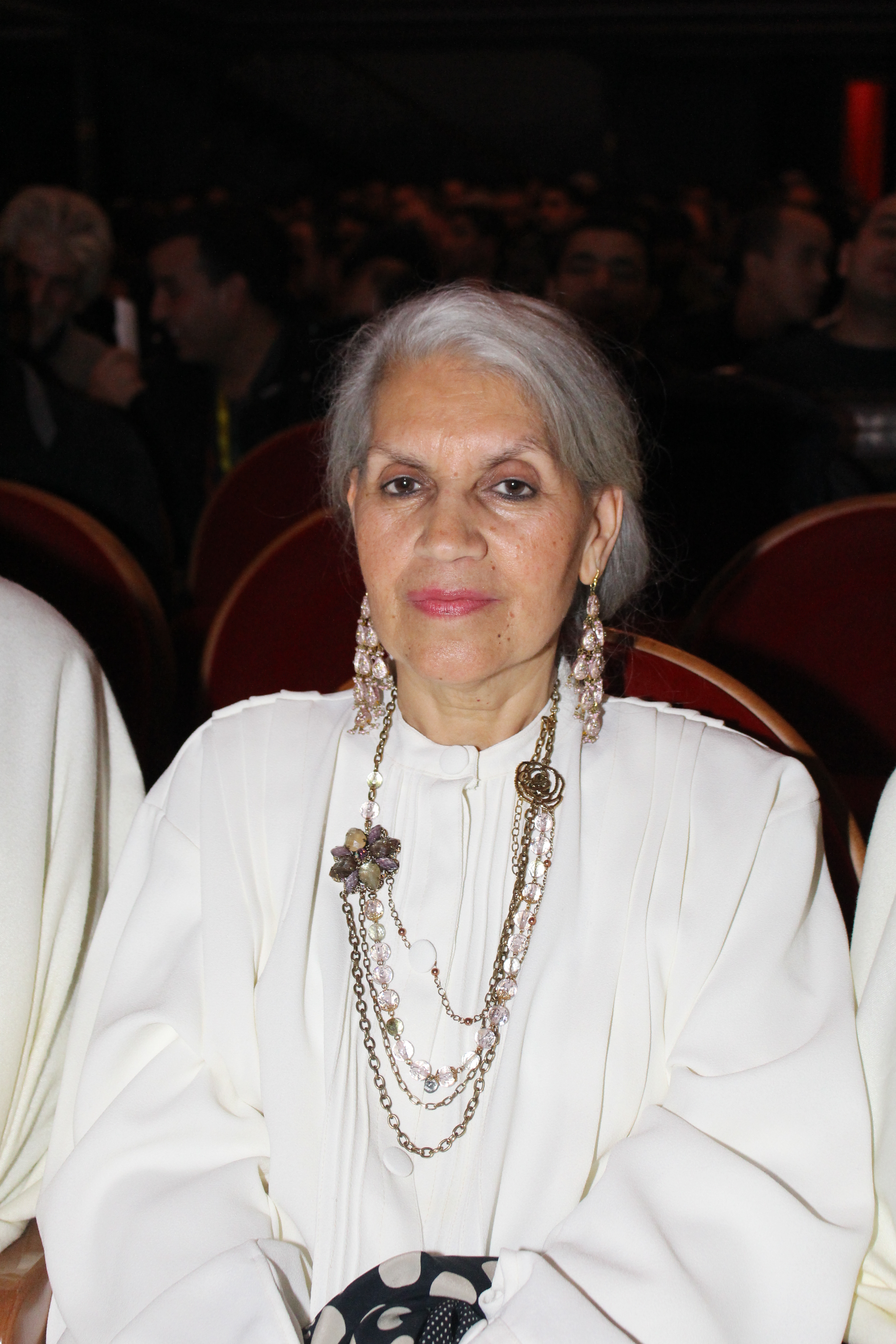
Dihya (chanteuse)

##### Festivals

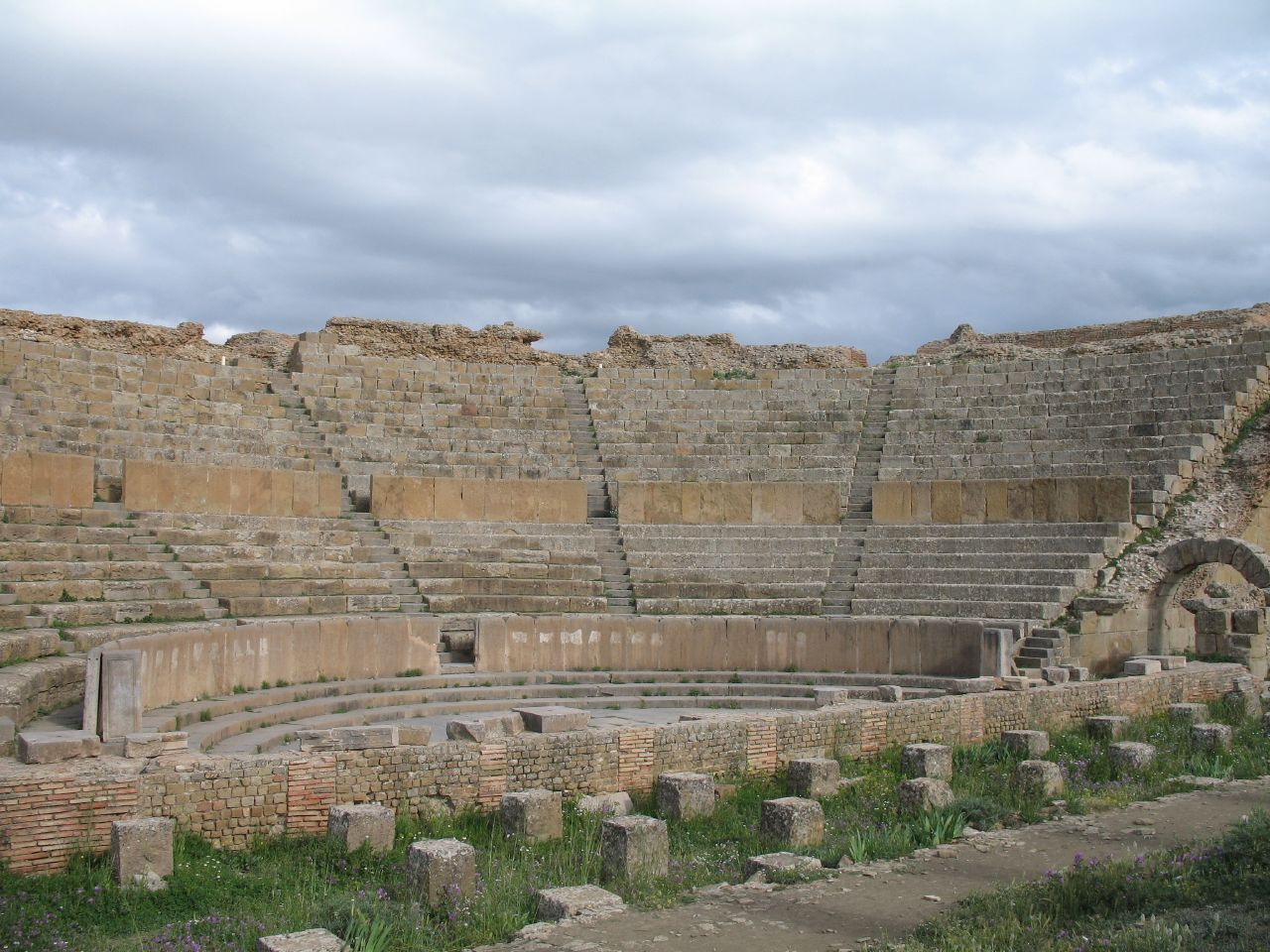
la cavea du théâtre de Timgad

Le Festival international de musique de Timgad, à Timgad, est organisé chaque année par le Commissariat du festival en collaboration avec l'Office national de la Culture et de l’Information, et la wilaya de Batna.
Il a vu le jour en 1967 et il a eu beaucoup de noms, il fut baptisé festival méditerranéen, avant de devenir en 1973 le festival des arts populaires.
Le festival culturel annuel se déroulant chaque mois de juillet, mais a certain moment de son existence il est mis en pause de 1986 à 1996. Il deviendra une destination de choix pour de nombreuses stars de dimension internationale.
L’association des Amis de l'art et de la Culture a été créée en février 1986, elle a regroupé plusieurs personnalités des Aurès dont Brahim Bouziane, Khaled Bouali, Hadj Tayeb, Ali Guerbabi, Chérif Merzouki. Elle a été présidée par Hamid Meziani. En 1987, elle organise le festival à Batna durant cinq jours. Le festival rassemble des chanteurs et des groupes de musique et également des peintres. L'évènement a été couvert uniquement par la chaine radion 2 d’Algérie et le journal local El-Aoures. Parmi les chanteurs invités figurent Salim Souhali, Salah Boumaaraf, Mihoub, Hacen Dadi, Nouari Nezzar. La chanson chaoui traditionnelle a été représentée par Mohand Ouamer, Aissa Guellil, le groupe de Yabous, Errefaâ, Idhourar et Chlaâlaâ. Les groupes modernes étaient représentées par Your, Amenay Anzar, Kimel et Thiguiyyeres, venues de plusieurs Wilayas des Aurès pour assister.
Une importante exposition de peinture, de bijoux, de poterie et une parade de fantasia ont eu lieu lors du festival.

#### Danse

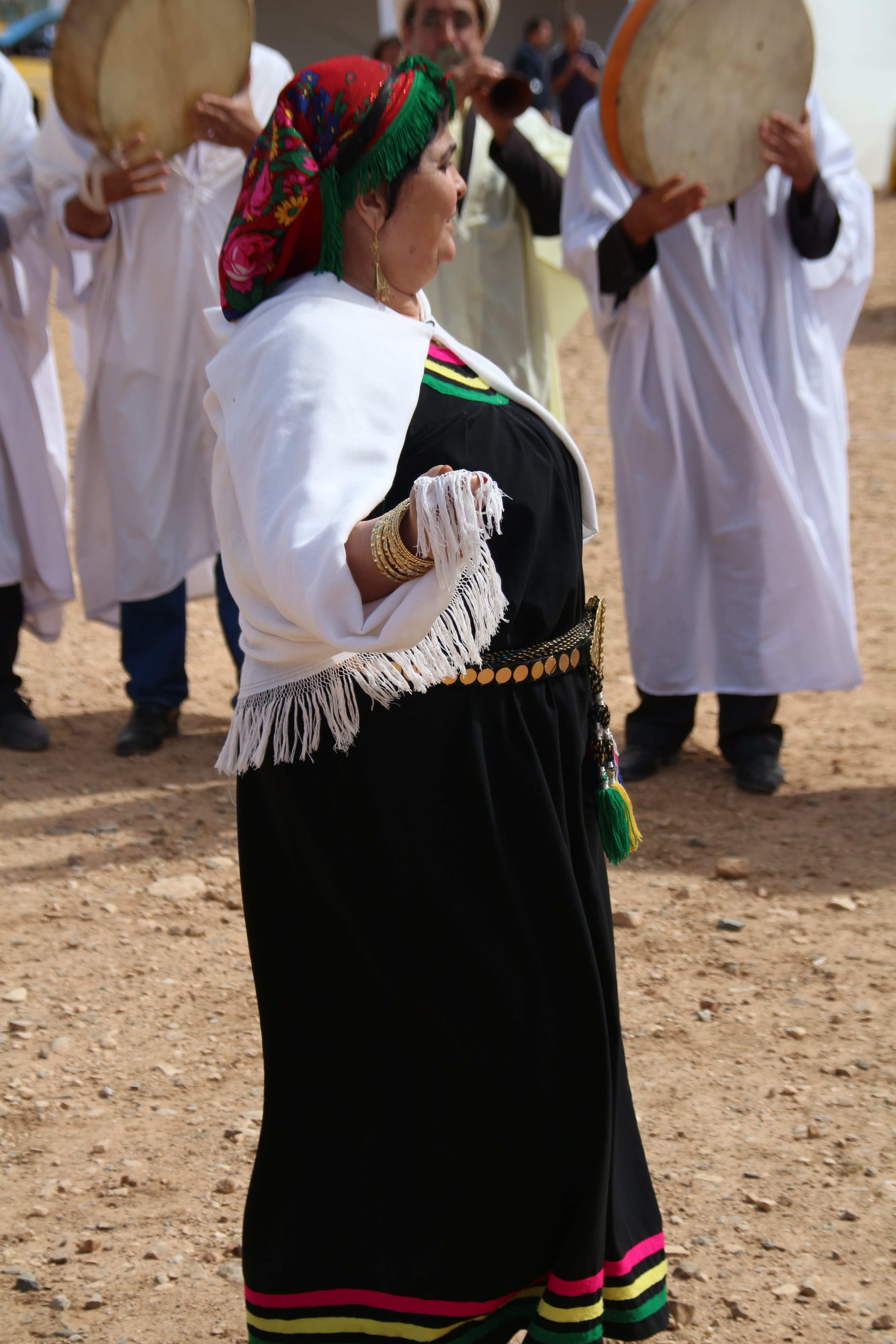
Danseuse traditionnelle aurassienne.

Les habits chaouis (burnous), le cheval, le fusil et les youyous font partie de la danse des aurassiens.

#### Littérature
La poésie orale, les contes et les légendes font l'objet d'étude de la part des spécialistes en littérature et en linguistique.

### Pratiques culturelles contemporaines

#### Littérature
- Plusieurs écrivains ont écrit dans les deux langues, arabe et française ; c'est le cas de Kateb Yacine et du poète Mohamed Laïd Al-Khalifa qui a vécu à Batna dès 1940 et décédé en 1979.
- Plusieurs auteurs Batnéens ont écrit des livres comme El hachemi Saidani (mort en 2005), Mohamed Nadir Sebaa (né en 1956), Abderrezak Hellal Hellal (né en 1951), Beïda Chikhi, Docteur d’État et professeur à la Sorbonne, etc.
- Anna Gréki (1931-1966) fut écrivaine et militante de la cause du Front de libération nationale (Algérie)[52].
- Les auteurs comme Redha Malek (né en 1931), Mustapha Bekkouche (né en 1930), Amar Mellah (né en 1938), Merarda Mostefa Bennoui, Ali Merouche ont écrit des livres documentaires et historiques.
- La poésie arabe : le poète Mohamed Laïd Al-Khalifa (1904-1979), Mohamed el Akhdar el Saihi, Mohamed Ababsa El Akhdari[53], ont écrit plusieurs poèmes sur la ville de Batna et des Aurès.
- Messaoud Nedjahi a écrit plusieurs romans en langue française sur la vie des Chaouis[54].
- Liliane Amri (née en 1939), mariée à un Chaoui, est l'auteure du roman La Vie à tout prix : des camps de la mort aux gourbis des Aurès. Son livre est une autobiographie et elle livre une description de la vie des Aurès, surtout des femmes des années 1960 aux années 1990. Elle parle parfaitement le chaoui et elle a contribué au développement de la région des Aurès.
- Bachir Rahmani (1957), médecin écrivain, a écrit Amrir, (2002), dont la note de lecture faite par le quotidien l'Expression du 12-09-2002 s'intitule : « Un sacerdoce au cœur des Aurès ». [L'auteur].
- Saleh Bezzala, poète en langue chaoui.
- Nassira Belloula, née à Batna et auteur de plusieurs romans, récits et essais comme La Revanche de May, Visa pour la Haine, Rebelle en toute demeure, Djemina ou encore Les Belles Algériennes.
- Hamid Benchaar, écrivain-romancier francophone.
- Saïda Abouba a publié des poèmes et des romans[55].

#### Sculpture
Mohamed Demagh débute la sculpture post-indépendance, il s’ensuit quelques sculpteurs comme Rachid Mouffouk, Bensaïd Mohamed Nadjib fondateur de l'association Prisma et artiste plasticien et sculpteur à Batna, Saïd Berkane sculpteur et décorateur, etc.

#### Peinture
Un des premiers peintres, Abdelkhader Houamel, a immigré vers l’Italie ; c'est un membre actif dans la lutte contre le colonialisme français et rejoint le maquis. Il commence tôt dans l'art de la peinture vers 1960. En 1963, il est médaillé d'or à Rome.
Plusieurs artistes ont émergé par la suite, tel Jeballah Bellakh, et vivent dans les villes des Aurès.
En 1980, Chérif Merzouki a enregistré avec la collaboration de la Radio Télévision Algérie (RTA), Établissement public de télévision, un documentaire avec Rachid Benbrahim dont le titre est Le mouvement des Arts plastique à Batna.
Certains sont morts comme Abderrahmane Tamine, Chérif Merzouki, Abdelali Boughrara, Abderazak Aguini, Lazhar Hakkar, etc. Plusieurs artistes ont exposé comme Hocine Houara, Mohamed Berkane, Salim Souhali. Une autre génération de futurs peintres a été formée par Chérif Merzouki dont Adel Abdessemed, Hassane Amraoui, etc. Plusieurs peintres comme Noureddine Zekara, Mohamed Berkane, Salim Souhali, Chérif Mennoubi, Ahmed Khamari continuent de présenter les Aurès par leur travail à travers l'Algérie.
Dans les Aurès, les Maisons de la culture de Batna, de Khenchela, de Biskra, etc., organisent des activités artistiques telles que des expositions, des rencontres, etc..
En 2007, lors du festival Alger la capitale de la culture Arabe, plusieurs activités se sont déroulées dans les régions des Aurès.

#### Cérémonies de la circoncision
La circoncision est une pratique millénaire dans les Aurès et toujours perpétuée de façon quasiment identique depuis son existence.

### Sports
L'Union sportive Chaouia (US Chaouia) est le seul club chaoui à avoir remporté jusqu'à présent le championnat algérien en 1994. Malgré le nombre de clubs dits Chaoui ou des Aurès tels que le Chabab Aurès Batna, l'Amel Baladiet Merouana (AB Merouana), le Mouloudia sportif populaire de Batna (MSP Batna), l'USM Khenchela, l'IRB Khenchela, l'AS Ain M'lila, l'USM Ain Beida, l'US Tebessa et malgré la présence constante des clubs chaouis sur le devant de la scène footballistique, les clubs des Aurès peinent à remporter des titres.
Plusieurs joueurs de football chaouis expatriés ont brillé par leurs résultats tels qu'Anthar Yahia, Ryad Boudebouz et Nadjem Lens Annab Salem Mabrouk, Najib Ammari et Yanis Abbès.
Le boxeur algérien chaoui Fodil Madani est né à Batna,,.
Le Marathon international de Medghacen est un marathon algérien empruntant chaque année, depuis 2010, les rues de la ville de Batna jusqu'au tombeau Imedghassen en passant par Fesdis et Djerma. Il est organisé par l’Alliance des Amis d’Imadghassen à l’occasion du 53e anniversaire du 1er Novembre. Le tracé du parcours est de 42,195 km, est mesuré Conformément au règlement international des courses sur route (IAAF et F.A.A).

## L'Aurès dans la culture moderne

### Études universitaires
- Dans les années 1920, dans sa thèse La Femme chaouia de l'Aurès (1928), Mathéa Gaudry décrit la vie des femmes de cette région en particulier dans la période coloniale. Elle retrace le parcours de la Kahina.
- Germaine Tillion (1907-2008) fait plusieurs longs séjours dans l'Aurès entre 1934 et 1940[74], menant un grand travail scientifique sur la région et ses habitants[75],[76]. Pendant la Guerre d'Algérie, elle est intervenue auprès du gouvernement français pour défendre la cause des Algériens.
- Mohamed Hamouda Bensai (1902-1998) était essayiste et philosophe[77].
- Claude-Pierre-Hyppolyte Polain, historien, mort le 17 mars 1876 à Batna[78].

### Regards d'Européens sur l'Aurès

#### La peinture orientaliste
De nombreux peintres européens et plus particulièrement français, généralement orientalistes, ont peint lors de leurs séjours dans les Aurès des paysages et des portraits, notamment Gaston Bouchinet (Castelsarasin, 1898 - Verdun-sur-Garonne, 1966), Eugène Deshayes (Alger, 1862 - Alger 1939; trois œuvres au Musée des Beaux-Arts dAlger, une au Musée d'Oran), Paul Fenasse (Alger, 1899 - New Braulnfeg, Texas, 1976), Eugène Girardet (Paris, 1853 - Paris, 1907), Louis Granata (Spezzano Grand, 1901 - Salon-de-Provence, 1964), Édouard Herzig (Neuchâtel, 1860 - Alger, 1926; deux œuvres au Musée d'Alger), Roger Irriéra (Bordeaux, 1884 - Aix-en-Provence, 1957), L. (Léonie?) Lebas, Constant Louche (Alger, 1880 - Grenoble, 1965), Fritz Müller (Blida, 1867 - Alger, 1926; une œuvre au Musée d'Alger), Maxime Noiré (Guinglange, Moselle - 1861 - Alger 1927) qui y travailla de nombreuses années et fut surnommé « le chantre des Aurès » pour ses vues dites « rosées » (quatre œuvres au Musée d'Alger), Jules Van Biesbroeck (Portici, Italie, 1873 - Bruxelles, 1965).

#### Littérature européenne
- André Gide (1868-1951) a visité les Aurès. Il fut un ami de Mohamed Hamouda Bensai (1902-1998).
- La grande romancière suisse Isabelle Eberhardt (1877-1904) a habité Batna dans le quartier de Zmella.
- Plusieurs auteurs d'origine française ont écrit également des livres qui traitent des thèmes liées aux Aurès et à la ville de Batna comme Jean-Pierre Marin, Jean-Noël Pancrazi (né en 1949), Liliane Raspail, Jean Pèrés et Eugène Delessert, etc.

### Films
- Mohammed Lakhdar-Hamina, Le Vent des Aurès, 1966.
- René Vautier, Avoir vingt ans dans les Aurès, 1972.
- Amor Hakkar, Timgad, la vie au cœur des Aurès, documentaire de 52 minutes, France 5, 2002.
- Ahmed Rachedi, Ben Boulaid, tourné en 2006 et 2007 dans le cadre de la manifestation « Alger, capitale de la culture arabe 2007 », produit avec la collaboration du ministère des Moudjahidine, du ministère de la Culture et de l'Entreprise Missane Balkis films, 2009[80].
- Amor Hakkar, La Maison jaune, film qui traite du social dans les Aurès, 2008[81].
- Abdel Raouf Dafri, Qu'un sang impur..., 2019.

#### Acteurs
- Athmane Ariouat, originaire de Barika, a joué dans plusieurs films algériens de caractère historique, social, comique, dramatique ou de fiction : Carnaval fi Dachra (1994), Chronique des Années Pub, Cheikh Bouamama, etc[82].
- La Maison jaune, le réalisateur Amor Hakkar joue également aux côtés de Aya Hamdi et Tounés Ait-Ali[81].

### Jeux vidéos
- Le jeu vidéo Brocante Game : Gabriel's Odyssey (2018) se déroule en partie dans les Aurès.

## Médias
Dans les Aurès, plusieurs revues et journaux publient mensuellement comme Batna Info ou hebdomadairement tel Aures News.

## Personnalités
- Jugurtha, roi numide.
- Gaïa, roi de Numidie orientale.
- Massinissa, fils de Gaïa, roi de la Numidie unifiée.
- Saint Augustin, penseur faisant partie des quatre pères de l'Église occidentale.
- Koceïla, prince du VIIe siècle.
- Kahena, reine guerrière zénète des Aurès qui combattit les Omeyyades lors de la conquête Islamique du Maghreb VIIe siècle.
- Yaghmoracen Ibn Ziane, roi zianide originaire d'une tribu aurésienne (1206-1283).
- Abu Yazid, théologien originaire des Aurès qui a mené la plus grande révolte contre les Fatimides.
- Fatma Tazoughert, reine des Aurès au XVIIe siècle.
- Si Muhammed Sadok Ben El Hadj, initiateur de la guerre des Aurès de 1858, leadeur et moujahid de la tribu des chorfa Si Sadok.
- Mostefa Ben Boulaïd (1917-1956), chef historique du Front de libération nationale (FLN) durant la guerre d'Algérie, surnommé le « père de la Révolution algérienne ».
- Abbas Laghrour, moudjahid durant la guerre d'Algérie.
- Mohamed Laïd Al-Khalifa (1904-1979), poète ayant vécu à Batna jusqu'à son décès en 1979. A écrit plusieurs poèmes sur Batna et les Aurès.
- Larbi Ben M'hidi (1923-1957), combattant et héros de la guerre d'indépendance.
- Si El Haouès, de son vrai nom Ahmed Ben Abderazak, combattant et héros de la guerre d'indépendance.
- Ahmed Gaïd Salah (1940-), militaire né à Aïn Yagout
- Slimane Benaïssa (1943-), acteur né à Guelma
- Rabah Saâdane (1946-), joueur et entraîneur de football, né à Batna
- Samia Ghali (1968-), femme politique née en France
- L'Algérino (1981-), rappeur né en France originaire de Khenchela
- Anthar Yahia (1982-), footballeur né en France
- Aïssa Djermouni (1886-1946), chanteur et poète né à M'Toussa et mort à Aïn Beïda

#### Monographie
- Lieutenant-colonel Raoul de Lartigue, Monographie de l'Aurès, Constantine, 1904, disponible en ligne sur le site Aurès chaouia

#### Géographie
- A.-E. Mitard, « Aperçu des grands traits géographiques de l'Aurès (Algérie) », Revue de Géographie alpine, volume 29, 1941, p. 557-577, disponible en ligne sur le site Persée

#### Histoire, avant la colonisation
- Ibn Khaldoun, Histoire des Berbères, traduction de William Mac-Guckin baron de Slane, Alger, Nabu Press, 2011  (ISBN 978-1272219505)
- Ernest Mercier, Histoire de l'Afrique septentrionale (Berbérie) depuis les temps les plus reculés jusqu'à la conquête française (1830), 1868, tome 1, p. 188 Histoire de l'Afrique septentrionale en ligne.
- Émile-Félix Gautier, Le Passé de l'Afrique du Nord : Les siècles obscurs, p. 220-221.
- Gisèle Halimi, La Kahina, Plon, 2006 (Pocket, 2009  (ISBN 978-2-266-17407-7))
- Émile Masqueray, Formation des cités chez les populations sédentaires de l'Algérie (Kabyles du Djurdjura, Chaouïa de l'Aourâs, Beni Mezâb), thèse de l'université de Paris (1886), Paris, Leroux, 1886
- Émile Masqueray, De Aurasio monte, ab initio secundi p. h. saeculi usque ad Solomonis expeditionem, thèse complémentaire de l'université de Paris (1886), Paris, Leroux, 1886

#### Histoire, la période coloniale
- Jean Morizot, L'Aurès ou le mythe de la montagne rebelle, Paris, L'Harmattan, 1992
- Abdelhamid Zouzou, L’Aurès au temps de la France coloniale. Évolution politique, économique et sociale (1837-1939), Alger, Houma, 2001, 1 996 pp. (2 volumes)
- Abderrahmane Bouchène et alii (dir.), Histoire de l'Algérie à la période coloniale (1830-1962), Paris, La Découverte et Alger, Barzakh, 2012 (La Découverte/Poche, 2014) :
  - Fanny Colonna, « Les Aurès, 1916-1945. État des savoirs, de l'archéologie à la photographie », p. 422-424
  - Ouanassa Siari Tengour, « La révolte de 1916 dans l'Aurès », p. 255-260
  - Ouanassa Siari Tengour, « Aurès, 1er novembre 1954 », p. 508-514
- Ouanassa Siari Tengour, « Les dirigeants de l'Aurès-Nememcha (1954-1956) », contribution au colloque de l'ENS de Lyon Pour une histoire critique et citoyenne. Le cas de l'histoire franco-algérienne, 20-22 juin 2006, Lyon, ENS-LSH, 2007 (cf. Présentation sur le site de l'ENS).
- Mostefa Haddad, « Tradition orale, mémoire collective et quelques repères historiques dans l’Algérie coloniale : le cas des Aurès et du pays chaoui », colloque ENS Lyon, 2006

#### Société
- Émile Masqueray, Note concernant les Aoulad-Daoud du Mont-Aurès (Aourâs), Alger, Jourdan, 1879
- Léon Souguenet, Julia Donia : Missions dans l'Aurès (1915-1916), Paris, Renaissance du livre, 1928
- Mathéa Gaudry, La Femme chaouia de l'Aurès Étude de sociologie berbère, thèse de sociologie de l'université d'Alger (1928), Paris, Librairie Paul Geuthner, 1929 (réédition : Alger, Chihab, 1998)
- Germaine Tillion, Il était une fois l'ethnographie, Paris, Seuil, 2000 [récit de sa première mission en 1934 et description de la société aurésienne dans les années 1930 (son premier ouvrage sur l'Aurès, la thèse qu'elle avait pratiquement achevée en 1942 ayant été perdue au cours de la Seconde Guerre mondiale)]
- Danièle Jemma-Gouzon, Villages de l'Aurès Archives de pierre, Paris, L'Harmattan, coll. « Histoire et perspectives méditerranéennes », 2000

#### Artisanat
- « La poterie peinte », chapitre IV de Camps Gabriel, Monuments et rites funéraires protohistoriques Aux origines de la Berbérie, Paris, Arts et Métiers graphiques, 1962 (630 p.) p. 320-417
- « Tissage de la montagne, les Aurès », dans Jeux de trames en Algérie, Alger, Ministère de l'agriculture et de la réforme agraire, 1975, p. 111-117]
- « Lampes des Aurès », dans J. B. Moreau, Les Grands Symboles méditerranéens dans la poterie algérienne, Alger, SNED, 1977, p. 169-188]
- « Poterie des Aurès », dans À la rencontre de la poterie modelée en Algérie, Alger, Ministère de l'agriculture et de la réforme agraire, 1982, p. 118-129]

#### Photographies
- Thérèse Rivière, Aurès/Algérie, 1935-1936 : photographies, Alger, Office des publications universitaires/Paris, Maison des Sciences de l'homme, 1987 [suivi de : Fanny Colonna, Elle a passé tant d'heures...]
- Germaine Tillion et Nancy Wood, L'Algérie aurésienne, Paris, La Martinière/Perrin, 2001 [ (ISBN 2-7324-2769-1)] (photographies prises par Germaine Tillion dans les années 1930, accompagnées de citations de Il était une fois l'ethnographie)

#### Divers
- Tahar Djaout, L'Invention du désert, Éditions du Seuil, Paris, 1987, p. 31-33.
- Kateb Yacine, Parce que c'est une femme, textes réunis par Zebeïda Chergui, théâtre, [contient un entretien de Kateb Yacine avec El Hanar Benali, 1972, La Kahina ou Dilhya; Saout Ennissa, 1972; La Voix des femmes et Louise Michel et la Nouvelle Calédonie], Paris, Éditions des Femmes - Antoinette Fouque, 2004, 174 pages.

### Cartographie

#### L'Afrique du Nord
- Le Maghreb avant l'arrivée de l'Islam / Numidie et Empire romain
- Les Aurès, de l'Ifriqya et de l'Empire Omeyyade en l'an 700
- Le Maghreb en l'an 800
- « Algérie Tunisie », carte routière Michelin, no 743, échelle 1/1 000 000

#### L'Aurès
- « L'Aurès en 1934 » dans Germaine Tillion, L'Algérie aurésienne, p. 5
- « Esquisse des régions naturelles de l'Aurès ; principales localités » dans Mitard, 1941, p. 560 disponible en ligne